# Cosworth DFZ

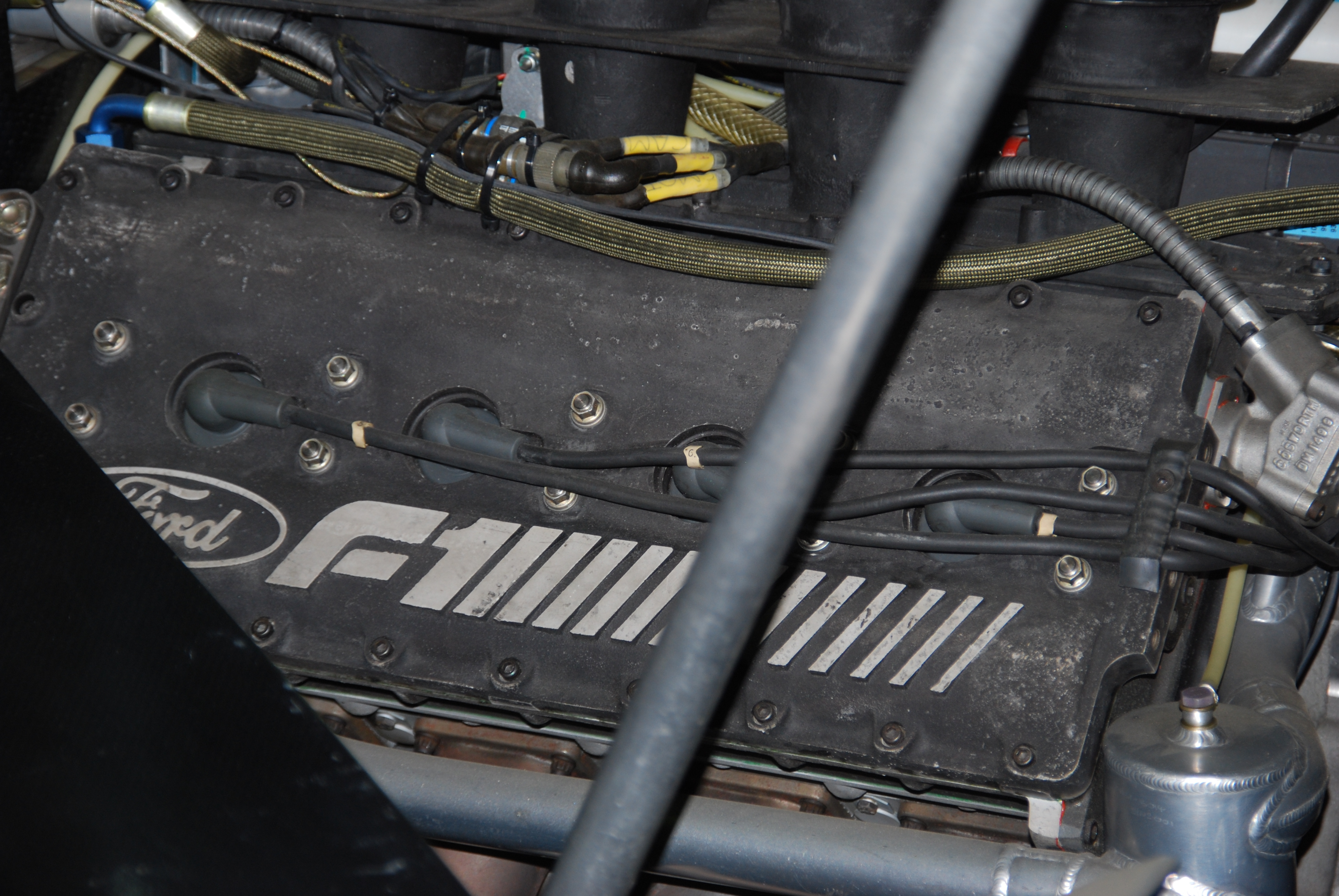
Cosworth DFR

Der Cosworth DFZ und der Cosworth DFR waren Saugmotoren für die Formel 1, die von 1987 bis 1991 in der Weltmeisterschaft an den Start gebracht wurden. Sie waren eng miteinander verwandt und basierten jeweils auf dem 1967 vorgestellten Cosworth DFV. Neben den reinen DFZ- und DFR-Motoren gab es in einzelnen Jahren auch verschiedene Mischversionen, die Konstruktionsmerkmale beider Typen miteinander verbanden. Als frei verfügbare Kundenmotoren wurden die DFZ und DFR in den ersten Jahren der sogenannten 3,5-Liter-Ära von mehr als einem Dutzend kleiner, zumeist schwach aufgestellter Teams genutzt. Bis zur ersten Hälfte der Saison 1990 ermöglichten sie einige zweite und dritte Plätze, schafften aber – anders als der DFV – keine Siege. In ihrem letzten Jahr waren sie nur noch Lückenfüller. Nachfolger des DFR war die technisch eigenständige HB-Reihe, mit der Cosworth wieder einige Rennen gewann.

## Entstehungsgeschichte

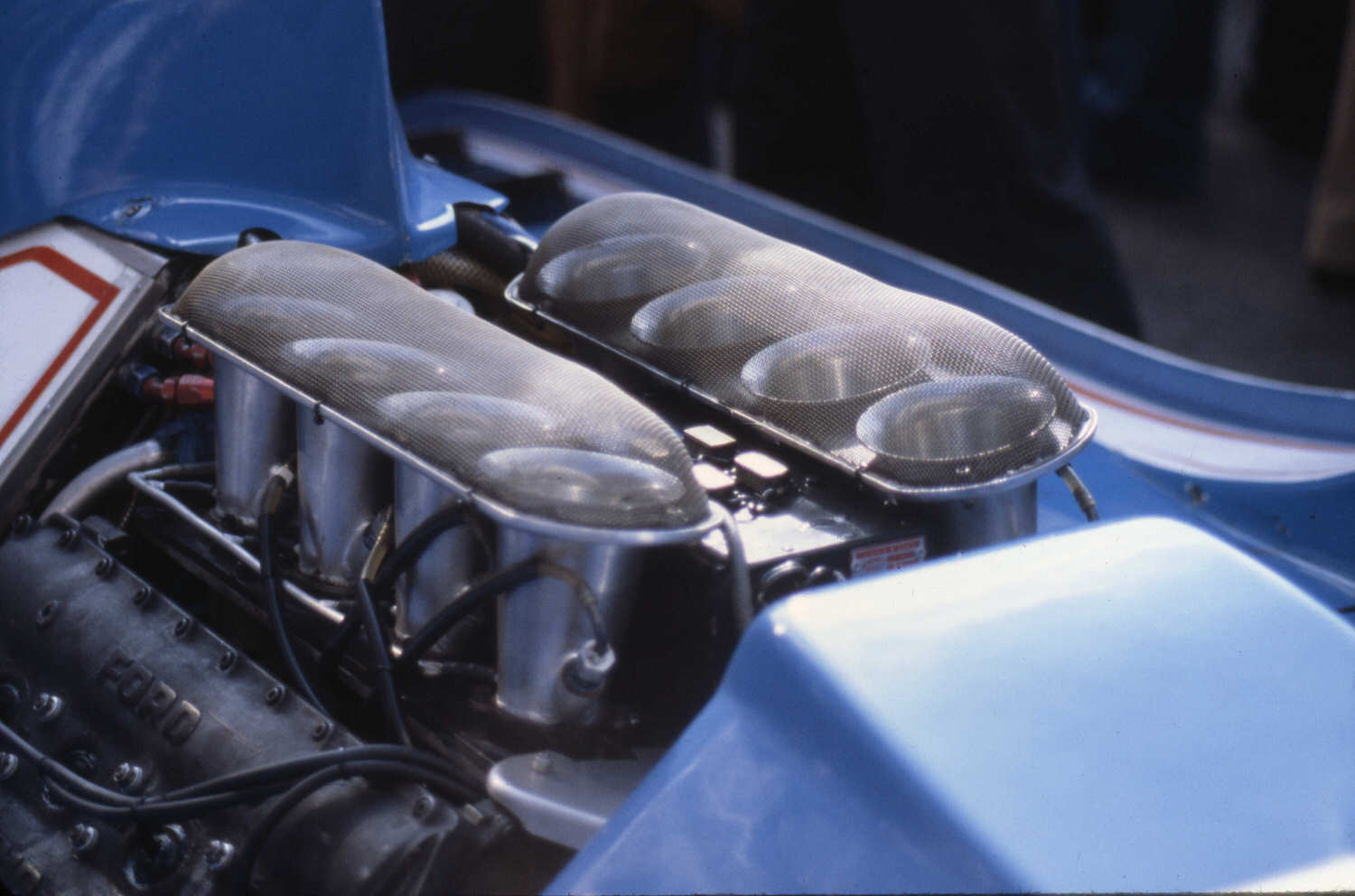
Technische Basis des DFZ/DFR: Der Cosworth DFV von 1967

Der 1958 von Keith Duckworth und Mike Costin gegründete britische Motorenhersteller Cosworth war von 1967 an 17 Jahre lang mit dem 3,0 Liter großen Saugmotor DFV in der Formel-1-Weltmeisterschaft vertreten. Der DFV, dessen Entwicklung der US-amerikanische Ford-Konzern finanziert hatte, war frei verfügbar und dominierte die Formel 1 der 1970er-Jahre. Mit 155 gewonnenen Weltmeisterschaftsläufen, 12 Fahrer- und 10 Konstrukteurstiteln zwischen 1967 und 1983 ist er der erfolgreichste Motor in der Geschichte der Formel 1. Keinem anderen Hersteller gelang es in dieser Zeit, einen ähnlich wettbewerbsfähigen Saugmotor zu konstruieren. Erst durch das Aufkommen der Turbomotoren ab 1977 geriet der DFV allmählich ins Hintertreffen. In den frühen 1980er-Jahren stellten die Formel-1-Teams nach und nach auf Turbomotoren um; 1985 ging nur noch Tyrrell mit DFV-Achtzylindern an den Start. In der Saison 1986 waren ausschließlich Turbomotoren zugelassen. Cosworth hatte hier den aufgeladenen GBA im Programm; er stand allerdings anders als der DFV nur ausgewählten Kunden zur Verfügung.
Am 3. Oktober 1986 überraschte die FIA die Konstrukteure mit einer kurzfristigen Regeländerung: Beginnend mit der Saison 1987 ließ sie in der Formel 1 neben den Turbos wieder herkömmliche Saugmotoren zu, deren Hubraumgrenze auf 3,5 Liter angehoben wurde. Mit dieser Regeländerung beabsichtigte die FIA eine Kostensenkung und hoffte, die Formel 1 für neue Teams wirtschaftlich attraktiv zu machen. Als weiteren Anreiz schrieb die FIA mit der Colin-Chapman-Trophy und der Jim-Clark-Trophy eigene Wertungen für die Saugmotorteams und -Fahrer aus. Mit Tyrrell, AGS und March schrieben sich noch 1986 drei Teams für die neue Saugmotorklasse ein, im Laufe des Jahres 1987 kamen Larrousse und Coloni hinzu.
Cosworth war der einzige Motorenhersteller, der kurzfristig auf diese Regeländerung reagieren konnte. Aus dem 1966 konstruierten DFV-Block wurde innerhalb von drei Monaten eine 3,5-Liter-Variante entwickelt, die die Bezeichnung DFZ erhielt. Im Januar 1987 waren die ersten Motoren fertiggestellt, einen Monat später erfolgten die ersten Testfahrten in einem Formel-3000-Lola des französischen Teams Larrousse. Wenige Wochen vor dem Saisonauftakt im April 1987 waren die ersten DFZ-Motoren einsatzbereit.
Auch wenn Cosworth bis 1988 mehr als 100 DFZ-Blöcke herstellte, war der schnell konstruierte Motor von Anfang an nur als Übergangslösung gedacht. Im Laufe des Jahres 1987 überarbeitete Cosworth den DFZ eingehend. Daraus entstand der DFR. Er wurde 1988 exklusiv an das Benetton-Team geliefert, das zu einem bevorzugten Partner Cosworths geworden war. Die Kundenteams erhielten 1988 weiterhin DFZ-Motoren. Für die Saison 1989 entwickelte Cosworth mit dem HB wiederum einen neuen Exklusivmotor für Benetton, der keine Gemeinsamkeiten mehr mit dem DFV hatte. Für die Kundenteams blieben dagegen die alten Saugmotoren im Programm, wobei Cosworth schrittweise den Übergang vom DFZ zum DFR vollzog. So gab es bereits seit Sommer 1988 diverse Mischversionen (DFZ-DFR), bei denen DFZ-Blöcke mit DFR-Komponenten nachgerüstet worden waren. Sie waren bis zum Ende der Saison 1989 verbreitet. Alternativ konnten Kundenteams bereits ab Saisonbeginn 1989 auch reine DFR-Blöcke erhalten, die leistungsstärker, aber teurer waren. Ab 1990 waren nahezu ausschließlich reine DFR-Motoren im Einsatz und sorgten insbesondere bei Tyrrell für einzelne Überraschungserfolge. 1991 waren dann auch die DFR-Motoren überholt. Sie wurden nur noch von den finanzschwächsten Teams eingesetzt, die vielfach Schwierigkeiten hatten, sich für die Rennen zu qualifizieren. Ab 1992 übernahmen ältere Versionen der HB-Reihe die Funktion der Kundenmotoren.

## Tuner
Cosworth produzierte keine kompletten DFZ- und DFR-Motoren, sondern lieferte – wie schon beim DFV – lediglich Bausätze. Der Zusammenbau und die spätere Wartung fanden extern statt. Eine Ausnahme galt nur für Benettons Motoren. Die Kundenteams waren deshalb auf selbständige Tuner als Mittler zwischen ihnen und Cosworth angewiesen. Eine eigenverantwortliche Bearbeitung der Motoren durch die Teams, wie sie vor allem Osella anstrebte, ließ Cosworth nicht zu.
- Brian Harts Betrieb Hart Racing Engines, der seit 1986 für einige Zeit zu Cosworth gehörte, betreute 1987 exklusiv die DFZ-Motoren für Tyrrell, übernahm ab 1988 aber auch andere Kunden.
- Heini Mader Racing Components in der Schweiz war der gefragteste Tuner für DFZ- und DFR-Motoren. 1987 betreute Mader mit Ausnahme Tyrrells nahezu alle Kunden und hatte, auch wenn ab 1988 einige Konkurrenzbetriebe hinzukamen, noch bis 1990 eine dominierende Stellung inne. Maders Bearbeitungen gingen weiter als die der Konkurrenten.
- Langford & Peck in Großbritannien lieferte in erster Linie einfache Überarbeitungen; ihr Niveau blieb hinter dem von Mader und Hart zurück.
- Tickford betreute zeitweise Osellas Motoren.[9]
- Einige Quellen gehen davon aus, dass Novamotor aus Novara einzelne DFZ-Motoren für Coloni bearbeitete;[10][11][12] ganz zweifelsfrei ist das allerdings nicht.[13]

## Technik

### Cosworth DFZ
Der Cosworth DFZ wurde im Winter 1986/1987 entwickelt. Verantwortliche Konstrukteure waren Geoff Goddard und John Hancock. Einige kleinere Konstruktionsaufträge wurden zu Brian Hart ausgelagert. Als Basis der Entwicklungen diente der 1982 erschienene Cosworth DFL, der seinerseits eine auf 3,9 Liter vergrößerte Variante des DFV war und in erster Linie für den Einsatz bei Sportwagenrennen vorgesehen war. Im Vergleich zum DFV hatte der DFL eine größere Bohrung und einen größeren Hub; die Motorblöcke beider Varianten waren allerdings weitgehend gleich.
Der DFZ war ein Achtzylinder-V-Motor mit zwei obenliegenden Nockenwellen pro Zylinderreihe und vier Ventilen für jeden Zylinder. Der Zylinderbankwinkel betrug 90 Grad. Für den DFZ behielt Cosworth die Bohrung des DFL (90 mm) bei, veränderte aber den Hub auf 68,6 mm. Daraus ergab sich für den DFZ ein Hubraum von 3489 cm³. Die Zylinderköpfe des DFZ entsprachen denen des DFV; die Modifikationen, die Cosworth 1982 beim DFY eingeführt hatte – unter anderem engere Ventilwinkel –, wurden für den DFZ nicht übernommen. Die Benzinpumpen kamen von Lucas. Werksseitig stattete Cosworth die Motoren mit hauseigener Elektrik aus. Eine Umrüstung auf ein verteilerloses Zünd- und Einspritzsystem von Magneti-Marelli war möglich, wurde aber vom Werk nicht unterstützt. Mader begann gleichwohl 1988, seine DFZ-Motoren durchgängig auf Marelli-Technologie umzustellen. Eine Sonderrolle nahm Enzo Osellas Team ein, das die Motoren 1989 mit einer Elektronik von Weber ausstattete.
Die Leistung der ersten DFZ-Motoren lag bei etwa 560 bhp, die bei 10.200 Umdrehungen pro Minute anfielen, später stieg sie auf bis zu 580 bhp. Der nutzbare Drehzahlbereich begann bei 7.000 Umdrehungen pro Minute. Brian Harts Version des DFZ unterschied sich in einigen Details von dem Basis-DFZ. Hart verwendete eigene Nockenwellen und hatte die Zylinderköpfe überarbeitet. Die Hart-Version war nach Schätzungen von Keith Duckworth etwa 20 bhp stärker als die übrigen DFZ-Motoren.
1988 kostete ein DFZ bei Mader 125.000 CHF (83.000 US-$), eine Revision, die nach 1000 Betriebskilometern fällig war und 150 Arbeitsstunden in Anspruch nahm, kostete 25.000 CHF (17.000 US-$).

### Cosworth DFR

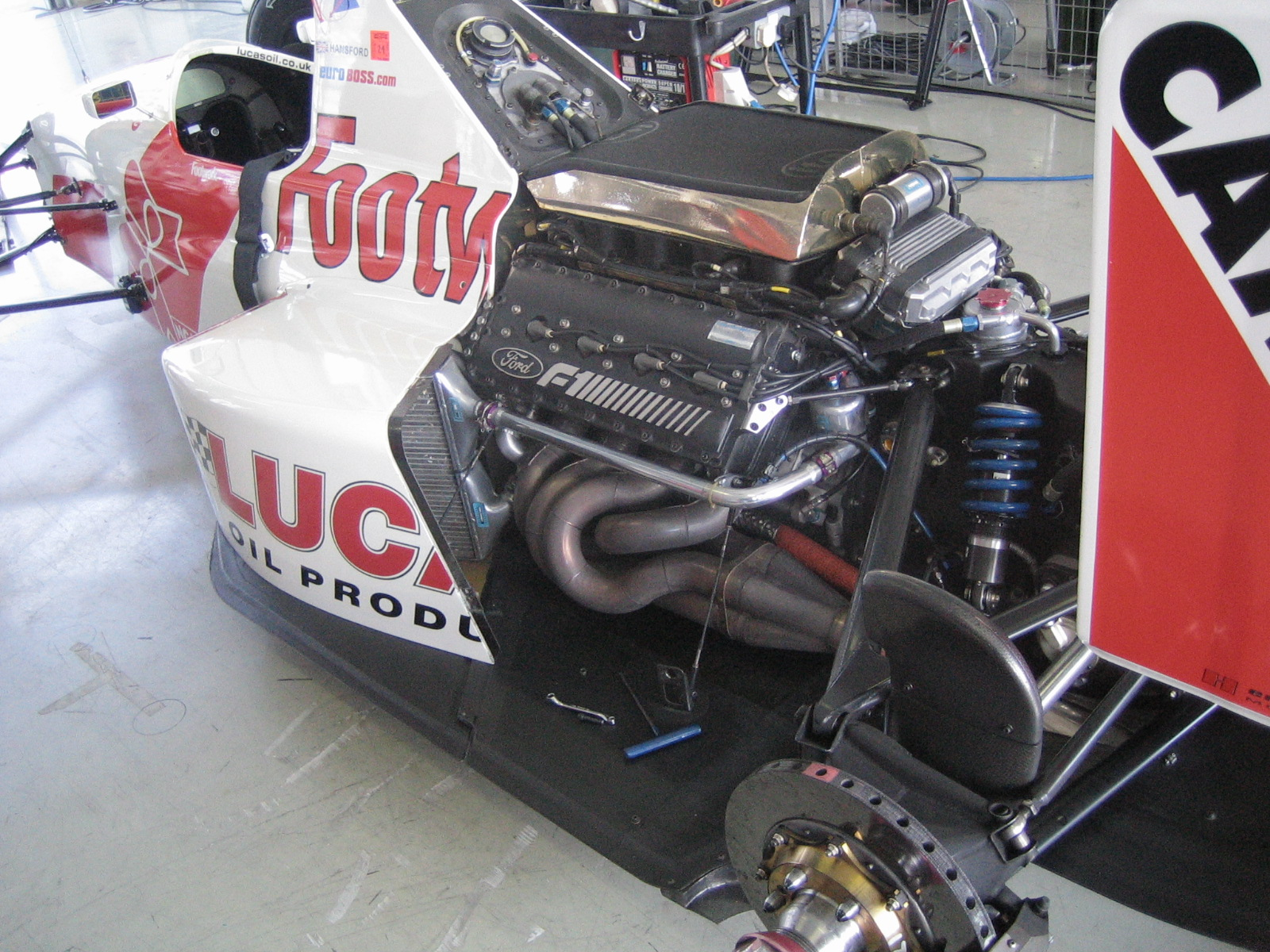
Cosworth DFR in einem Arrows A11B (1990)

Der unter der Leitung von Geoff Goddard konstruierte Cosworth DFR war die letzte Ausbaustufe des inzwischen über 20 Jahre alten DFV. Der DFR baute auf dem DFZ auf, war aber „zu 80 neu gezeichnet.“ Die Änderungen betrafen zahlreiche Details, nicht allerdings die Grundstrukturen des Motors. Die kurzhubige Auslegung des DFZ wurde übernommen. Bei unveränderter Bohrung reduzierte Cosworth den Hub um 0,3 mm, sodass der Hubraum insgesamt 3494 cm³ betrug (90 × 68,6 mm). Die Bauhöhe wurde verringert. Der DFR hatte neu konstruierte Zylinderköpfe, wobei weiterhin vier Ventile pro Zylinder und zwei obenliegende Nockenwellen für jede Zylinderreihe vorgesehen waren. Die Kurbelwelle lag tiefer als beim DFZ, und die Ölwanne war flacher ausgebildet. Dadurch erhielt der Motor einen tieferen Schwerpunkt. Das Gewicht des DFR sank auf 140 kg. Die Motorleistung lag anfänglich bei 595 bis 600 bhp. Spätere Versionen von Hart kamen 1990 auf 612 bhp, nach anderen Quellen sogar auf 625 bhp. Fords HB-Motor für Benetton erreichte zu dieser Zeit auf 680 bhp.

### Die Mischversionen DFZ-DFR
Eine Reihe von DFZ-Blöcken wurden 1988 und 1989 bei Mader und Hart mit Komponenten des DFR versehen. Diese Mischversionen entstanden, bevor der DFR allgemein zugänglich wurde, und dienten 1989 noch als Lückenfüller für kleinere Teams, die sich keinen echten DFR leisten konnten. Die Umbauten betrafen in erster Linie die Kurbelwelle: Mit Hilfe der Bausätze, die Cosworth ab Herbst 1988 den Tunern zur Verfügung stellte, konnten die DFZ-Blöcke mit tiefer liegenden Kurbelwellen ausgestattet werden. Die Zylinderköpfe hingegen blieben bei den Mischversionen auf DFZ-Stand. Die DFZ-DFR-Versionen verschwanden weitgehend zum Jahreswechsel 1989/90. Nur vereinzelt erschienen sie noch bis zum Spätsommer 1990. Das letzte Auto mit dem Übergangsmotor war der Coloni C3C.

### Yamahas Fünfventil-Zylinderkopf
Der japanische Mischkonzern Yamaha stellte in seinem Tochterunternehmen Yamaha Motor seit 1987 Zylinderköpfe mit fünf Ventilen pro Zylinder für den Cosworth-DFV-Achtzylinder her. Diese überarbeiteten DFV-Motoren, die auch die Bezeichnung Yamaha OX77 trugen, wurden 1987 und 1988 in der Japanischen Formel-3000-Meisterschaft eingesetzt und konkurrierten dort erfolgreich mit Honda-Motoren – Aguri Suzuki konnte 1988 mit einem solchen Triebwerk den Titel gewinnen. 1987 entwickelte Yamaha im Auftrag von Ford einen Fünfventil-Zylinderkopf für den DFZ-Block. Berechnungen ergaben, dass die Motorleistung der Fünfventilversion auf 630 bhp steigen könnte. Bis Weihnachten 1987 entstanden fünf Prototypen, die Cosworth nicht überzeugten. Die Motorleistung lag nicht über der eines regulären DFZ-Blocks mit vier Ventilen pro Zylinder, hinzu kam eine „erratische Leistungskurve“. Cosworth gab das Fünfventilprojekt im Januar 1988 auf. Yamaha konstruierte daraufhin einen eigenen Achtzylindermotor mit fünf Ventilen pro Zylinder (Typ OX88), der 1989 erfolglos im Zakspeed 891 eingesetzt wurde.

## Renneinsätze

### Übersicht

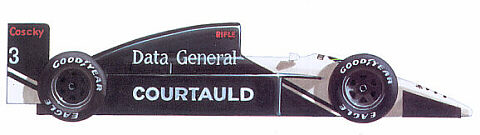
Bestes Saugmotorauto 1987: Tyrrell DG016 mit DFZ-Motor

In der Saison 1987 waren Cosworths DFZ-Achtzylinder die einzigen Saugmotoren des Starterfeldes. Mit ihnen traten mit AGS, Coloni, Larrousse, March und Tyrrell an. Sie gehörten zu den schwächsten Teams der Saison. Tyrrell war finanziell angeschlagen, und die übrigen vier Cosworth-Kunden waren Neugründungen oder hatten keine Erfahrung in der Formel 1. Das erfolgreichste Saugmotorteam war die etablierte Tyrrell Racing Organisation, die in diesem Jahr ihre 20. Formel-1-Saison bestritt und mit elf Punkten am Saisonende Rang sechs der Konstrukteursmeisterschaft belegte. Die gleiche Punktzahl hatte Arrows mit einem als Megatron bezeichneten BMW-Turbomotor erreicht. Das fünftplatzierte Team Benetton hatte mit dem weitaus stärkeren aufgeladenen Cosworth GBA nur 17 Punkte mehr eingefahren als Tyrrell. Dieser geringe Abstand zu den Saugmotoren war einer der Gründe dafür, dass Cosworth seinen Turboprogramm bereits zum Ende der Saison 1987 entstellte.
1988 war die letzte Saison, in der Turbomotoren zugelassen waren. Die FIA hatte beabsichtigt, mit weiteren Einschränkungen wie Ladedruckbegrenzung, Verbrauchslimit und Anhebung des Mindestgewichts die Dominanz der Turbomotoren zu brechen. Dementsprechend wurde das Lager der Saugerteams größer: 11 von 18 Teams starteten nun mit Saugmotoren. Gleichwohl beherrschten die Turbo-Teams weiterhin die Weltmeisterschaft. Alle Siege gingen an Teams mit Turbomotoren, 15 alleine an McLaren-Honda. Fords Vorzugskunde Benetton belegte als bestes Saugerteam mit dem neuen Cosworth DFR Rang drei der Konstrukteurswertung. Die acht Cosworth-Kundenteams, die DFZ-Motoren verwendeten, fielen dagegen deutlich ab. Zu ihnen gehörten neben den bisherigen Kunden AGS, Coloni, Larrousse und Tyrrell auch die Neugründungen EuroBrun, Rial und BMS Scuderia Italia. Außerdem wechselte das bisherige Turboteam Minardi auf Cosworths Sauger. Weltmeisterschaftspunkte erzielten mit den DFZ-Motoren nur Tyrrell (5), Rial (3) und Minardi (1). In diesem Jahr war Cosworth kein Alleinausrüster der Kundenteams mehr. John Judds Unternehmen Engine Developments, das bis in die frühen 1980er-Jahre hinein DFV-Motoren getunt hatte und zeitweise Exklusivpartner von Williams gewesen war, bot mit der Baureihe CV eigene Achtzylinder-Saugmotoren an, die von Williams, Ligier und March eingesetzt wurden. Alle DFZ-Kunden lagen in der Schlusswertung 1988 hinter Williams und March.
1989 starteten erstmals seit 1976 wieder alle Teams mit Saugmotoren. Im Gegensatz zu den Jahren vor der Turbo-Ära, in der der Cosworth DFV das Standardtriebwerk für nahezu alle Teams gewesen war, war die Motorenlandschaft ab 1989 differenziert. Die Topteams hatten eigene Motoren (Ferrari) oder waren exklusive Verbindungen zu großen Autoherstellern wie Renault (Williams) oder Honda (McLaren) eingegangen. Für die verbleibenden Teams gab es 1989 noch mehr Alternativen. Neben Judd konkurrierten seit diesem Jahr auch Lamborghini und Yamaha mit Cosworth; weitere, technisch unkonventionelle Projekte von Life, MGN und Subaru waren in der Vorbereitung. Gleichwohl waren Cosworths Kundenmotoren auch 1989 die am weitesten verbreiteten Antriebseinheiten. Von den 20 Teams, die sich 1989 gemeldet hatten, nutzten zehn die Cosworth-Kundenmotoren vom Typ DFZ-DFR oder DFR. Allein Mader hatte in diesem Jahr 40 Formel-1-Motoren im Umlauf. Cosworth-Kunden waren 1989 AGS, Arrows, Coloni, Ligier, Onyx, Osella, Minardi, Rial, die Scuderia Italia und Tyrrell. Mit Ausnahme von Coloni und Osella konnten alle mindestens einen Weltmeisterschaftspunkt einfahren; Arrows, Onyx, die Scuderia Italia und Tyrrell erreichten sogar jeweils eine Zielankunft auf Platz drei. Mit Tyrrells fünftem Platz in der Konstrukteurswertung konnte sich Cosworth letztlich sogar vor dem besten Judd-Team (Lotus) positionieren.

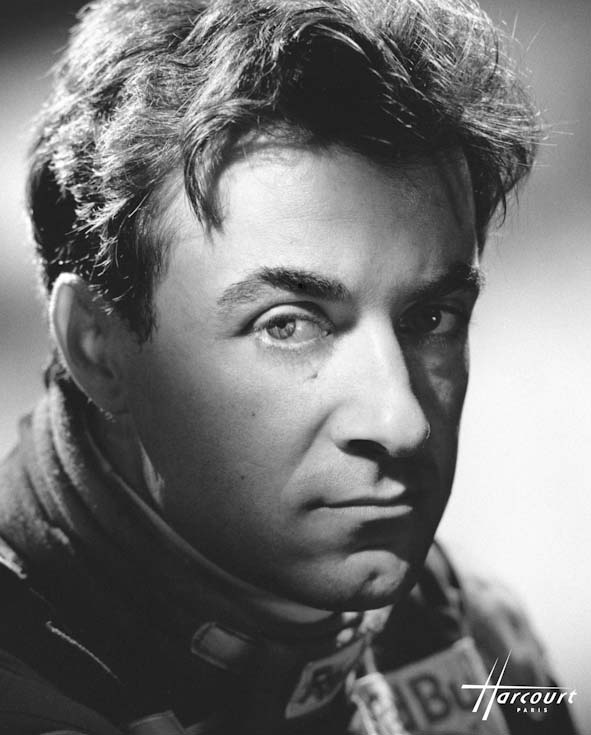
Mit zwei zweiten Plätzen erfolgreichster DFR-Pilot: Jean Alesi

1990 gingen neun der 19 gemeldeten Teams mit DFR-Motoren an den Start: AGS, Arrows, Ligier, Minardi, Onyx/Monteverdi, Osella, die Scuderia Italia, Tyrrell und – ab Sommer 1990 – auch wieder Coloni. Weltmeisterschaftspunkte erzielten nur noch Tyrrell (16) und Arrows (2), wobei Tyrrells Pilot Jean Alesi in der ersten Saisonhälfte zweimal Zweiter wurde. Das waren die besten Ergebnisse in der Geschichte der DFZ/DFR Reihe. Allerdings besteht in der Literatur Einigkeit darüber, dass sie und Tyrrells fünfter Platz in der Konstrukteurswertung im Wesentlichen auf die außergewöhnliche Güte des Chassis zurückzuführen waren. Tatsächlich war der DFR in diesem Jahr bereits ein Auslaufmodell: Das werksunterstützte Benetton-Team setzte mit dem HB bereits den Nachfolger ein, und jedenfalls die Mittelfeldteams waren bestrebt, ihn für die kommende Saison durch neuere Konstruktionen zu ersetzen.
1991 war das letzte Jahr des DFR. Er war zum bloßen Lückenfüller geworden. Arrows, Ligier, Minardi, die Scuderia Italia und Tyrrell hatten mit verschiedenen Herstellern Verträge über Multi Cylindre Engines schließen können. Neben Larrousse, das den seit 1989 verwendeten Lamborghini-Motor an den französischen Konkurrenten Ligier verloren hatte, gingen nur noch AGS, der Osella-Nachfolger Fondmetal und Coloni mit DFR-Motoren an den Start. Im Sommer kam das Arrows-Team hinzu, nachdem dessen Partnerschaft mit Porsche unerwartet gescheitert war. Mit Ausnahme von Larrousse waren alle DFR-Teams wirtschaftlich sehr schwach aufgestellt: AGS war wiederholt zahlungsunfähig, und Coloni war zur „Lachnummer der Formel 1“ geworden. Nur Larrousse konnte in diesem Jahr noch mit dem DFR zwei Weltmeisterschaftspunkte einfahren.

### Die Teams

#### AGS

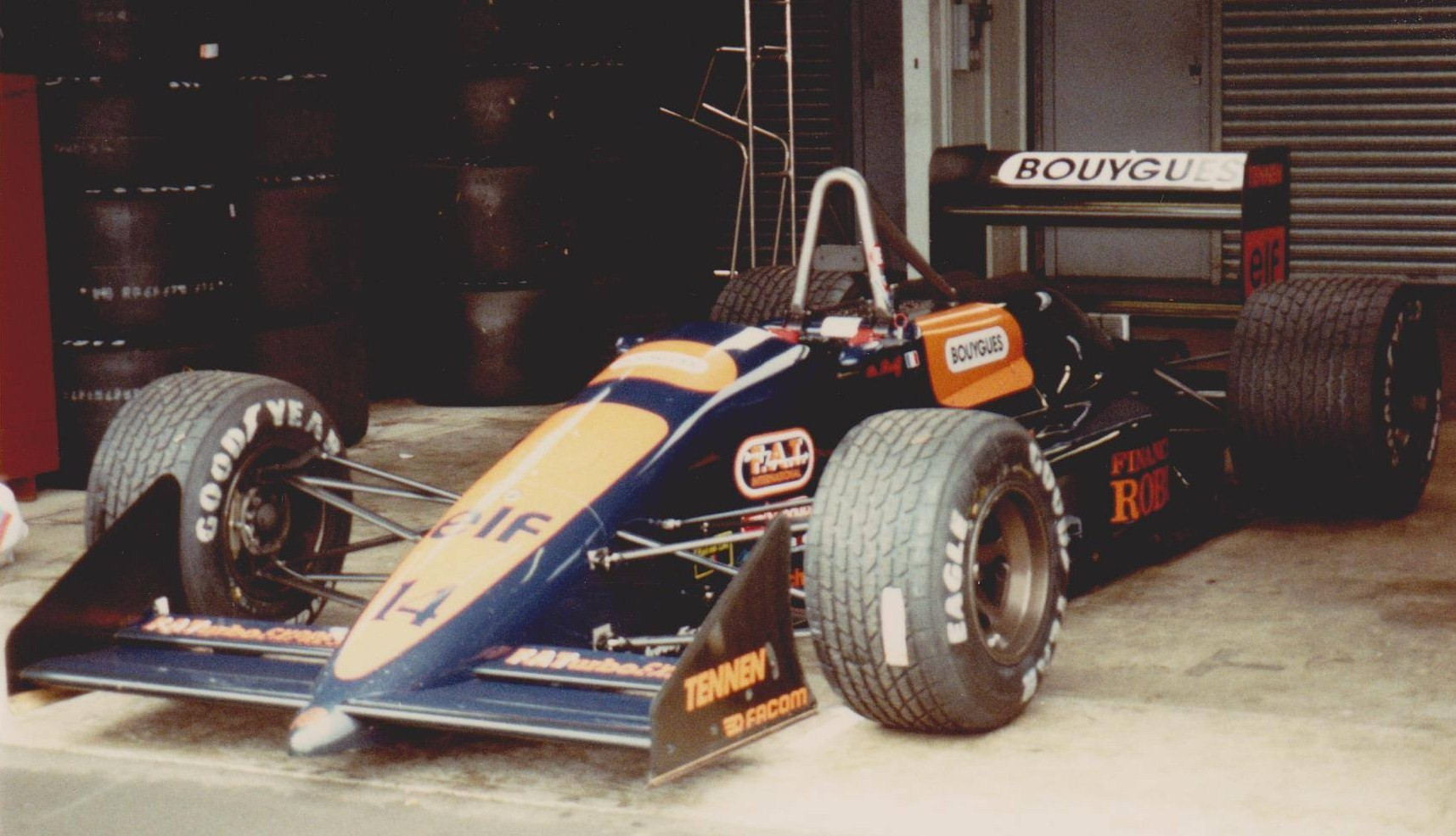
AGS JH23 mit DFZ-Motor von Mader (1988)

Das provenzalische Team AGS, das seit 1977 fester Bestandteil der Formel-2-Europameisterschaft gewesen war, debütierte 1986 als Zweitverwerter älterer Renault-Technik in der Formel 1. Mit Ausnahme seiner beiden ersten Rennen im Spätsommer 1986, in denen das Team mit Turbomotoren von Motori Moderni an den Start ging, setzte es während seines gesamten bis 1991 dauernden Formel-1-Engagements Cosworth-Kundenmotoren von Mader ein. Bis zum Frühjahr 1989 waren es DFZ-Motoren, danach DFZ-DFR- und ab 1990 schließlich reine DFR-Blöcke. 1987 war AGS mit nur acht Mitarbeitern das kleinste Team der Formel 1. Anfänglich versuchte AGS, die Zuverlässigkeit des DFZ-Motors auszunutzen: Pascal Fabre fuhr den von Christian Vanderpleyn konstruierten JH22 bis zum Spätsommer 1987 außerordentlich langsam und wurde von den schnellsten Fahrern oft mehrfach überrundet, kam aber so regelmäßig wie kein anderer Fahrer ins Ziel, sodass AGS in den ersten Monaten die Zwischenwertungen in der Colin-Chapman-Trophäe anführte. Fabres Nachfolger Roberto Moreno gelang zum Saisonende in Australien der erste Weltmeisterschaftspunkt. 1988 konnte Philippe Streiff im JH23-DFZ nicht punkten. Im folgenden Jahr erzielte Gabriele Tarquini im alten JH23B-DFZ in Mexiko den zweiten und letzten Weltmeisterschaftspunkt für das Team, das seit Saisonbeginn unter neuer Leitung stand. Der im Sommer 1989 fertiggestellte JH24 hingegen war trotz des erstmals verwendeten DFR-Motors komplett erfolglos: Bei 19 Meldungen verpassten die Fahrer mit ihm 18 mal die Vorqualifikation; es gab lediglich eine Rennteilnahme, die in einer technisch bedingten Aufgabe endete. Nach eineinhalb Jahren ohne nennenswerte Erfolge war AGS Anfang 1991 nahezu zahlungsunfähig. Tuner Heini Mader hielt das Team am Leben, indem er die Forderungen für die Motorrevisionen stundete; zeitweise übernahm er auch Anteile am Rennstall. Nach einem Eigentümerwechsel im Frühjahr 1991 agierte AGS nach Ansicht von Beobachtern zuletzt chaotisch und erreichte mit den Modellen JH25B und JH27 nur noch wenige Qualifikationen und keine Zielankunft in den Punkterängen. Im Spätsommer 1991 stellte AGS den Rennbetrieb ein.

#### Arrows

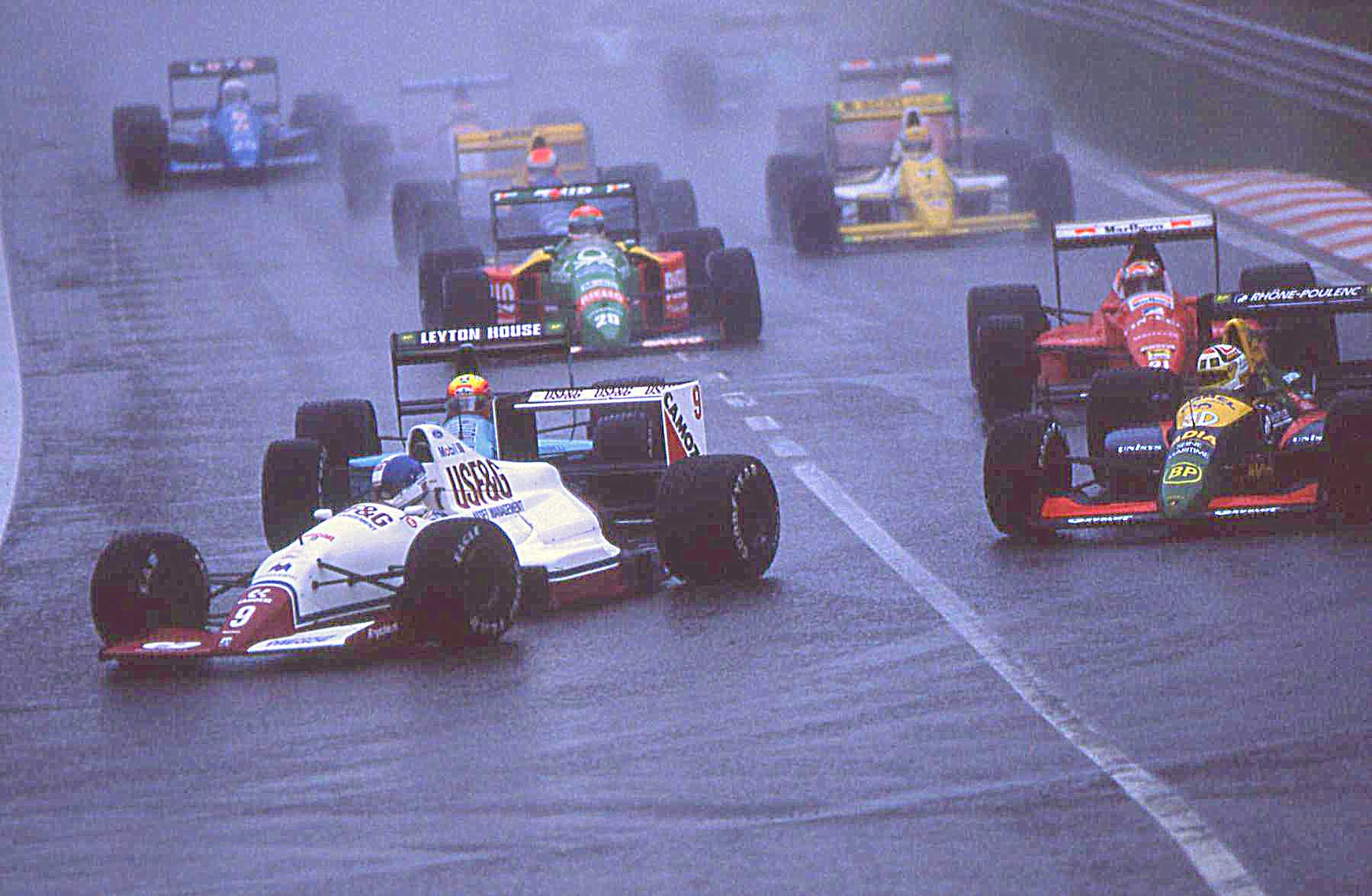
Arrows A11 mit DFR-Motor von Hart (1989)

Das britische Arrows-Team kehrte, nachdem es von 1984 bis 1988 von Mader betreute BMW- bzw. Megatron-Kundenmotoren eingesetzt hatte, zu Beginn der Saison 1989 zu Cosworth-Motoren zurück. Der neu konstruierte Arrows A11 fuhr durchgängig mit dem DFR. Arrows setzte die fünf Jahre lang bestehende Verbindung zu Mader nicht fort, sondern bezog die Cosworth-Motoren von Brian Hart, der seinerseits, um die Allianz mit Arrows eingehen zu können, die Geschäftsbeziehung zu Tyrrell beendete. Arrows fuhr 1989 mit Derek Warwick, Martin Donnelly und Eddie Cheever 13 Weltmeisterschaftspunkte ein und beendete das Jahr als zweitbestes Cosworth-Kundenteam nach Tyrrell auf Rang sieben der Konstrukteurswertung. 1990 war Alex Caffis fünfter Platz in Monaco dagegen die einzige Zielankunft eines Arrows in den Punkterängen. Andererseits war Arrows neben Tyrrell das einzige Cosworth-Kundenteam, das in diesem Jahr überhaupt noch Weltmeisterschaftspunkte mit der DFR-Motor erzielte. 1991 ging das ab diesem Jahr nach einem Sponsor in Footwork umbenannte Arrows-Team eine Motorenpartnerschaft mit Porsche ein, die allerdings nach sechs Rennen und sieben Nichtqualifikationen vorzeitig beendet wurde. Für den Rest der Saison 1991 sprang Hart mit DFR-Motoren ein, aber auch mit dieser Kombination scheiterte Arrows zwölfmal an der Qualifikation bzw. Vorqualifikation. Ab 1992 erhielt Footwork-Arrows Honda-Kundenmotoren.

#### Benetton

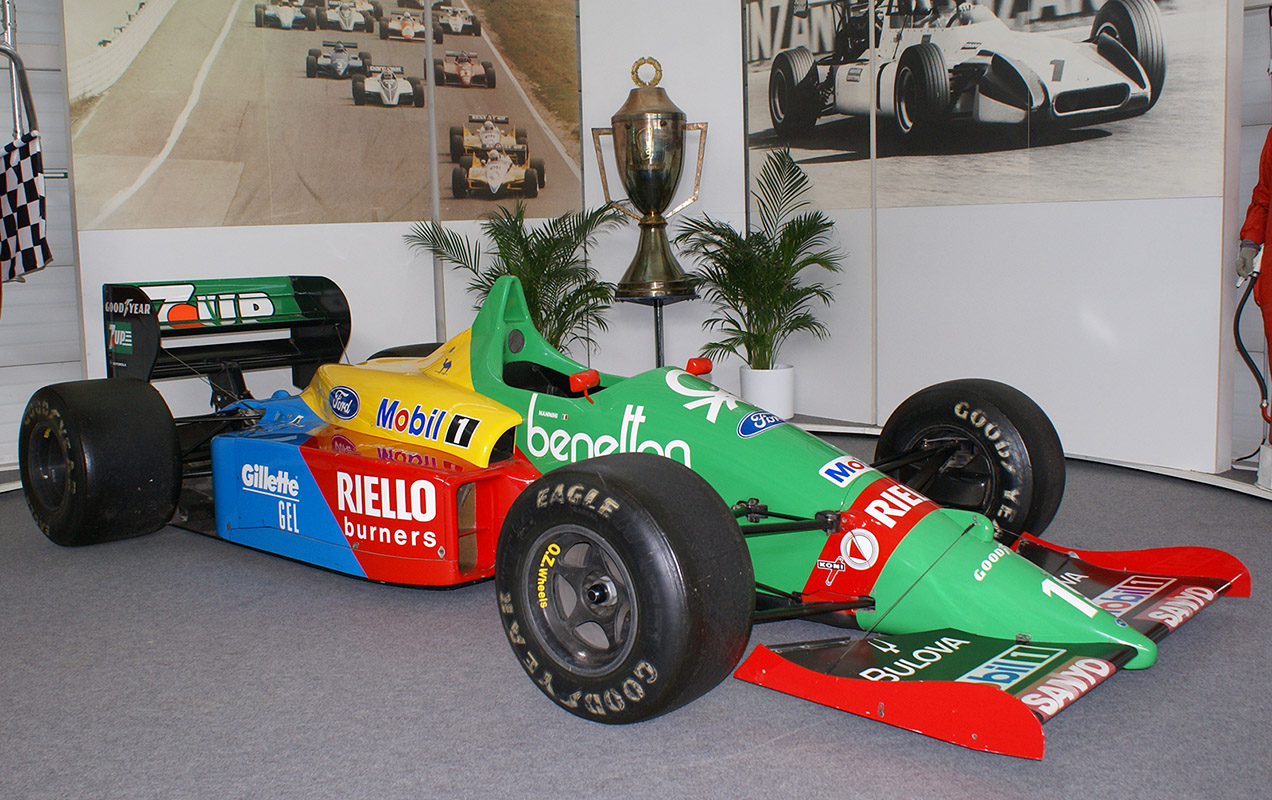
Erstes Auto mit DFR-Motor: Benetton B188 (1988)

Benetton war seit 1987 Fords bevorzugter Motorenkunde. Das Team nutzte 1988 exklusiv den Cosworth DFR, der im Gegensatz zu allen anderen Motoren im Werk selbst gewartet wurde. Mit ihm wurde Benetton zum besten Saugmotorteam des Jahres. Alessandro Nannini und Thierry Boutsen kamen mit dem B188-DFR insgesamt siebenmal als Dritte ins Ziel und fuhren 39 Weltmeisterschaftspunkte ein, sodass Benetton am Jahresende auf Rang drei der Konstrukteursmeisterschaft lag. Mit 22 Punkten war March, das Judd-Motoren einsetze, das nächstbeste Saugerteam. In der ersten Hälfte der Saison 1989 nutzte Benetton noch einmal den DFR-Motor, wobei Nannini in San Marino noch einen weiteren dritten Platz erzielen konnte; im späten Frühjahr allerdings stellte das Team auf den neuen HB-Motor um.

#### BMS Scuderia Italia

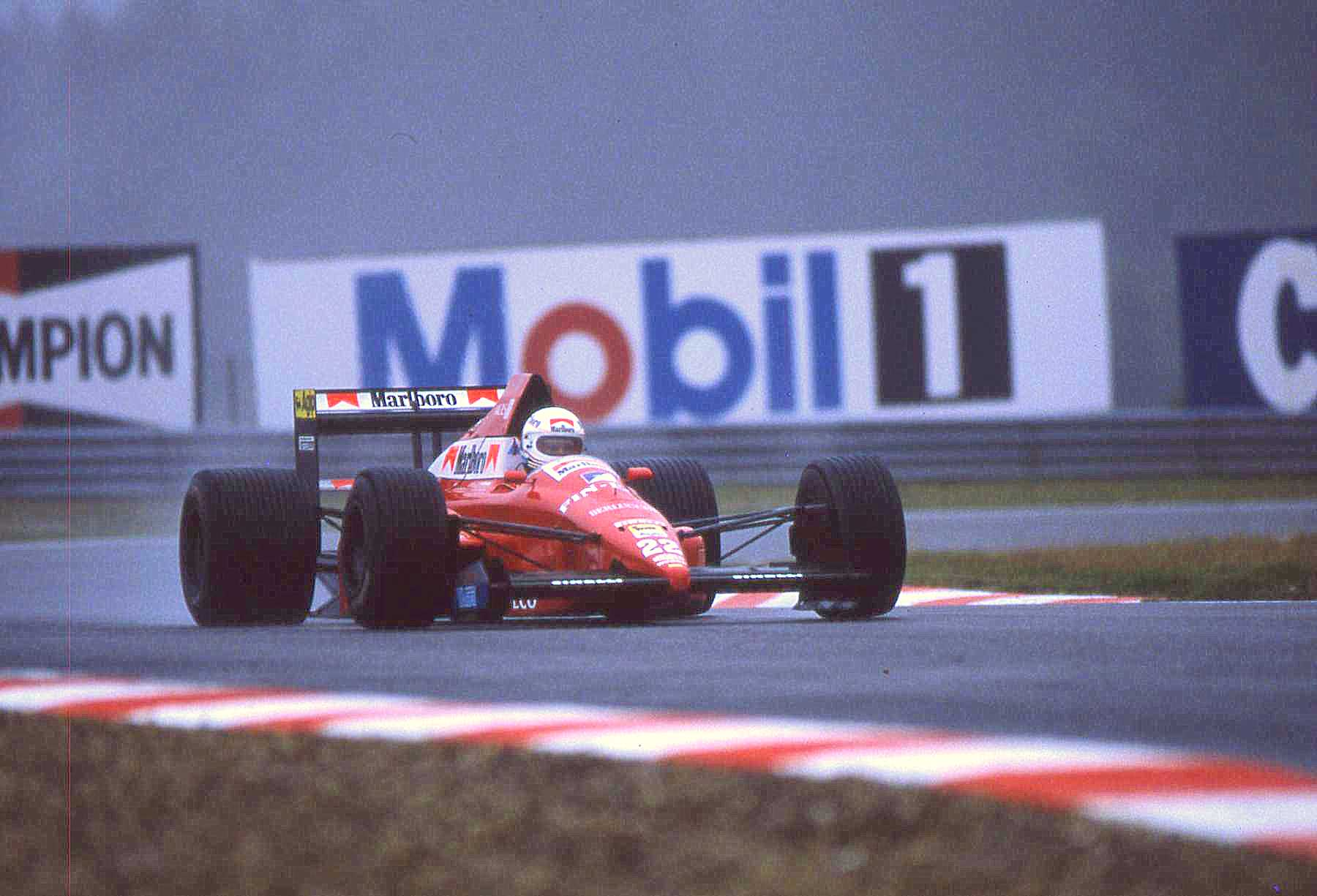
Dallara 189 mit DFR-Motor von Mader (1989)

Das von dem italienischen Industriellen Giuseppe „Beppe“ Lucchini gegründete Team BMS Scuderia Italia aus Brescia debütierte 1988 zusammen mit EuroBrun und Rial in der Formel 1. BMS verwendete in den ersten fünf Jahren zugekaufte Chassis von Dallara und setzte von 1988 bis 1990 Kundenmotoren von Cosworth ein, die Mader zulieferte. Nachdem das Team sein erstes Rennen wegen Zeitverzugs beim Chassishersteller noch mit dem Formel-3000-Wagen Dallara 3087 und einem unveränderten DFV-Motor angegangen war, setzte es in der Saison 1988 regulär den Dallara F188 mit DFZ-Motor ein. Alex Caffi, der einzige Fahrer des Teams, erzielte in diesem Jahr keine Weltmeisterschaftspunkte. Sein bestes Ergebnis war Platz sieben beim Großen Preis von Portugal. 1989 fuhr die Scuderia Italia mit regulären DFR-Motoren im Dallara BMS 189. Der neu ins Team gekommene Andrea de Cesaris lief nur einmal in den Punkterängen ins Ziel. Mit Platz drei in Kanada erzielte er die erste von zwei Podiumsplatzierungen der Scuderia. Alex Caffi wurde in Kanada im zweiten BMS Sechster. Zusammen mit dem vierten Platz Caffis in Monaco ergaben sich acht Weltmeisterschaftspunkte, die für Platz acht der Konstrukteursmeisterschaft reichten. Damit war die Scuderia Italia in diesem Jahr das drittbeste Cosworth-Kundenteam. Im folgenden Jahr ließ sich das Ergebnis nicht wiederholen. Gianni Morbidelli, Emanuele Pirro und Andrea de Cesaris brachten Dallara F190 mit DFR-Motor insgesamt nur sechsmal ins Ziel; die besten Ergebnisse waren zwei zehnte Plätze in Ungarn und Italien. Für die Saison 1991 stellte das Team auf Zehnzylindermotoren von Judd (Typ GV) um.

#### Coloni

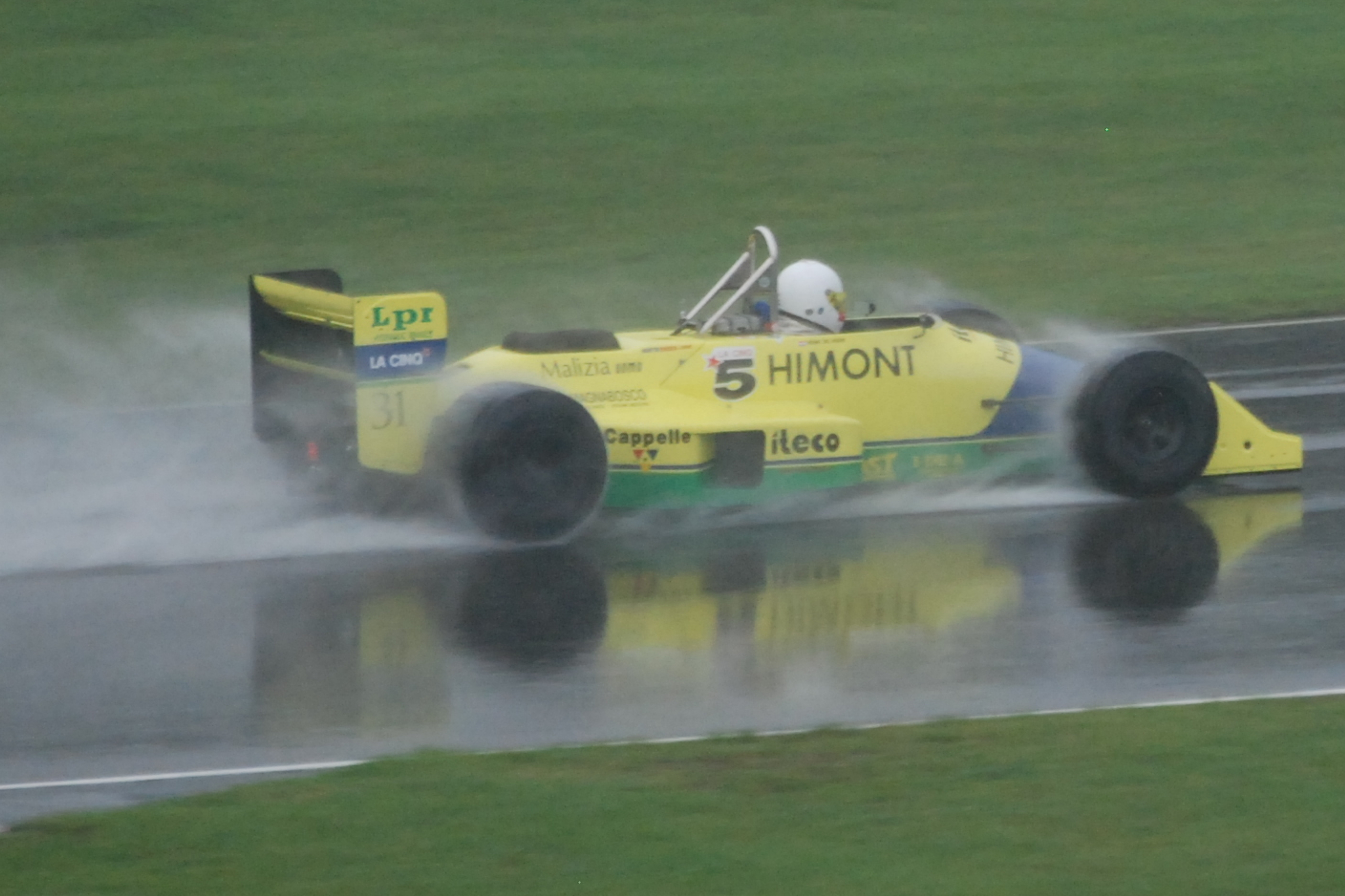
Coloni FC188B mit DFZ-Motor von Mader (Frühjahr 1989)

Coloni debütierte 1987 mit dem FC187 in der Formel 1, dessen DFZ-Motor je nach Quelle von Mader oder Novamotor kam. Das Team bestritt in diesem Jahr nur zwei Rennen und erreichte keine Zielankunft. 1988 wurde das modifizierte Vorjahresauto als FC188 mit Mader-DFZ für Gabriele Tarquini eingesetzt, dessen bestes Ergebnis der achte Platz in Kanada war. Eine Überarbeitung des Autos im Sommer 1988 machte das Chassis deutlich schlechter; von nun an überwogen die Nichtqualifikationen. Tarquinis elfter Platz in Portugal war die letzte Zielankunft eines Coloni in der Formel 1. Für die Saison 1989 verwendete Coloni Mader-Motoren. Für die ersten Rennen meldete das Team noch einmal die alten FC188B für Roberto Moreno und Pierre-Henri Raphanel. Obwohl die Meldung offiziell auf DFR-Motoren lautete, gehen viele Quellen davon aus, dass das Team jedenfalls die alten Autos noch mit reinen DFZ-Motoren bestückte. Mit der Einführung des von Christian Vanderpleyn konstruierten C3 zum Großen Preis von Kanada 1989 erhielt das Team für den Rest der Saison DFZ-DFR-Motoren von Mader. Insgesamt schaffte Coloni 1989 nur fünf Qualifikationen. Der Große Preis von Portugal 1989, bei dem Moreno nach elf Runden mit Elektrikdefekt ausfiel, war die letzte Rennteilnahme eines Autos von Coloni in der Formel 1. 1990 setzte Coloni im C3B zunächst Zwölfzylindermotoren von Carlo Chiti (Motori Moderni) ein, die als Subaru vermarktet wurden. Als Subaru die Beziehung im Frühsommer 1990 wegen Erfolglosigkeit beendete, kehrte das Team zu Cosworth-Motoren zurück. Nominell waren es DFR-Blöcke; einige Quellen gehen allerdings davon aus, dass Coloni jedenfalls bis zum Großen Preis von Ungarn 1990 las letztes Team noch einmal die alten DFZ-DFR-Mischversionen verwendete. Tuner war nun Langford & Peck. Bertrand Gachot konnte sich 1990 weder mit dem Subaru-Motor noch mit dem DFR-Motor für ein Rennen qualifizieren. 1991 erhielt Coloni zunächst DFR-Motoren von Langford & Peck, ab dem Großen Preis von Monaco von Hart. Coloni galt in dieser Zeit als das schlechteste Team der Formel 1. Der wirtschaftlich stark angeschlagene Rennstall verpasste mit Pedro Chaves und Naoki Hattori 1991 bei jedem Rennen die Vorqualifikation. Allerdings unternahm das Team spätestens seit Sommer 1991 keine ernsthaften Bemühungen mehr, sich zu qualifizieren: Um die Kosten für die Motorrevisionen zu sparen, durfte Chaves jeweils nur noch einzelne Runden in der Vorqualifikation drehen. Von Ungarn bis Portugal kamen so insgesamt nicht mehr als 13 Runden zusammen. 1992 lebte Coloni als Andrea Moda Formula weiter; das Team verwendete GV-Zehnzylindermotoren von Judd.

#### EuroBrun

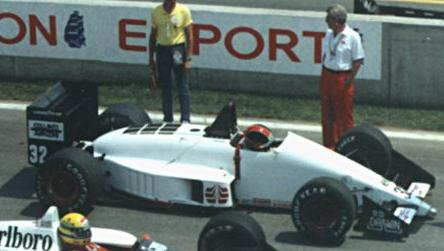
EuroBrun ER188 mit DFZ-Motor von Mader (1988)

Der in Senago bei Mailand ansässige Rennstall EuroBrun, den Euroracing aus Italien und Brun Motorsport aus der Schweiz gemeinsam betrieben, debütierte 1988 in der Formel 1. Das erste Chassis des Teams, der ER188, war technisch der Nachbau eines Alfa Romeo 184T von 1984. Er hatte einen DFZ-Motor von Mader, der in den ersten Rennen mit erheblichen Elektrikproblemen zu kämpfen hatte. Das veraltete Fahrwerk des ER188, die nachlässige Betreuung der Einsatzwagen an der Rennstrecke sowie die Unerfahrenheit der Piloten Stefano Modena und Oscar Larrauri verhinderten, dass das Team im ersten Jahr die eigenen Erwartungen erfüllen konnte. Im Laufe des Jahres gab es 14 Nichtqualifikationen. Der elfte Platz Modenas beim Großen Preis von Ungarn war das beste Ergebnis der Saison. 1989 setzte EuroBrun zunächst weiterhin den ER188 ein, der nun allerdings von einem Achtzylindermotor von Judd (Typ CV) angetrieben wurde. EuroBrun übernahm die Triebwerke, die Williams im Jahr zuvor eingesetzt hatte.

#### Larrousse

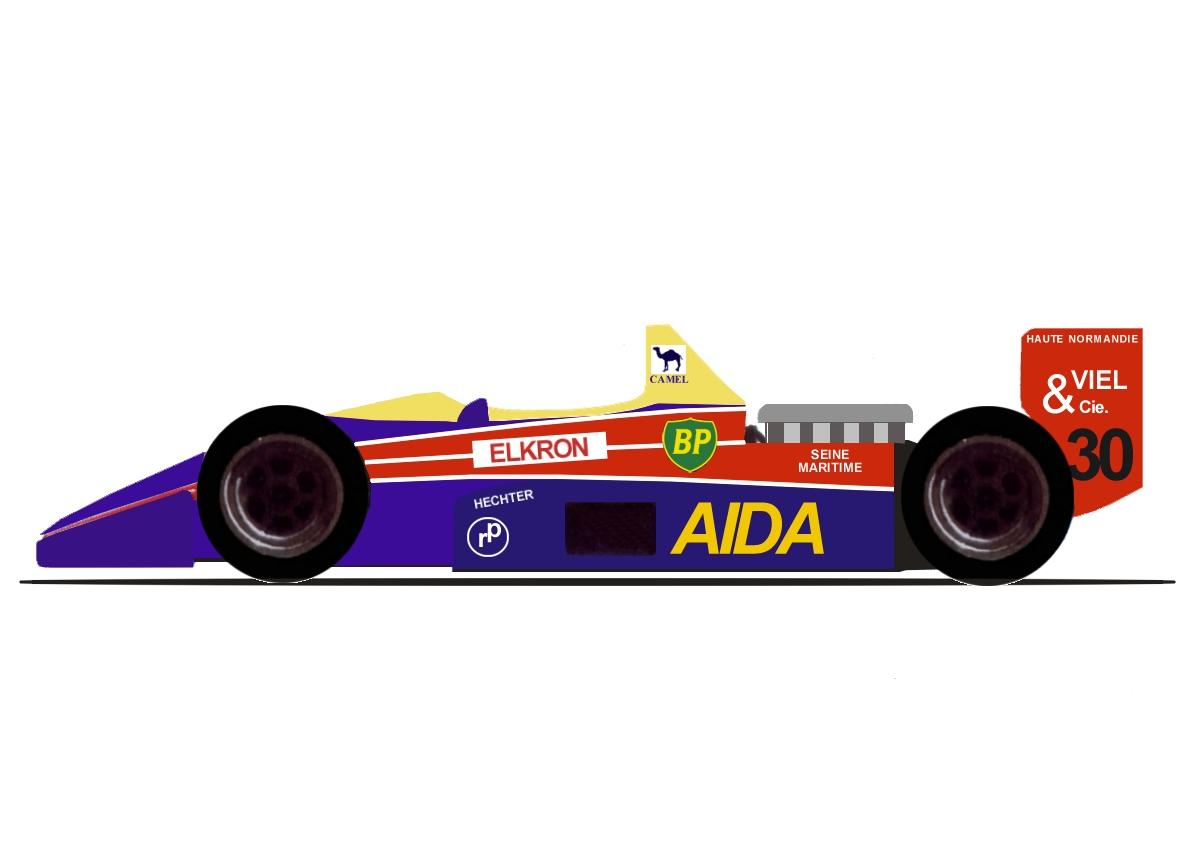
Lola LC88 (1988)

Das neu gegründete französische Team Larrousse startete 1987 mit dem von Lola konstruierten LC87 und einem DFZ-Achtzylinder von Mader. Mit drei Weltmeisterschaftspunkten, die durch drei sechste Plätze Philippe Alliots eingefahren wurden, belegte Larrousse am Jahresende Rang 9 der Konstrukteursmeisterschaft; damit war der Rennstall von Gérard Larrousse hinter Tyrrell das zweitbeste Saugermotorteam des Jahres. Zwar war Yannick Dalmas im zweiten Lola beim Saisonabschluss in Australien auf dem fünften Platz ins Ziel gekommen. Da Larrousse sein Auto allerdings nicht zu allen Rennen des Jahres gemeldet hatte, wurden die mit dieser Position verbundenen zwei Punkte nicht bei der Konstrukteurswertung berücksichtigt. 1988 setzte Larrousse im LC88 für Alliot, Dalmas, Pierre-Henri Raphanel und Aguri Suzuki weiterhin Maders DFZ-Motoren ein, brachte es aber nicht zu einer Zielankunft in den Punkterängen. 1989 und 1990 wechselte Larrousse auf Zwölfzylindermotoren von Lamborghini, um 1991 wieder mit DFR-Motoren an den Start zu gehen. Die Motoren kamen in diesem Jahr von Hart. Éric Bernard und Aguri Suzuki kamen je einmal auf Platz sechs ins Ziel. Das waren die einzigen Zieleinläufe des DFR in den Punkterängen, die der DFR in seinem letzten Jahr erreichte. 1992 war Larrousse wieder Lamborghini-Kunde.

#### Ligier

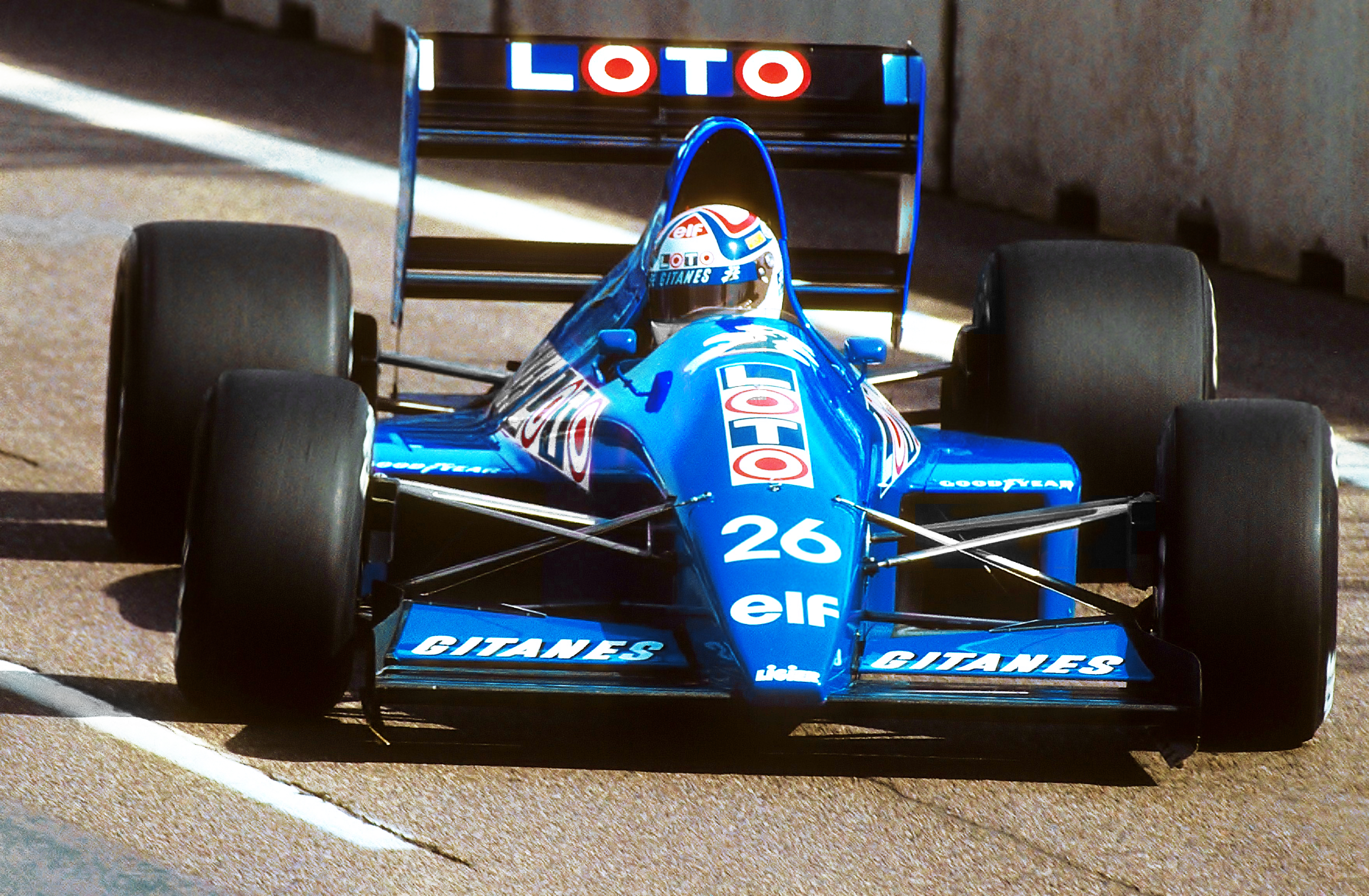
Ligier JS33B mit DFR-Motor (1990)

Die Équipe Ligier startete, nachdem sie 1988 Achtzylinder-Saugmotoren von Judd verwendet hatte, 1989 mit DFR-Motoren von Langford & Peck. Zumindest anfänglich waren bei Ligier noch die Mischversionen DFZ-DFR im Einsatz. Fahrer waren René Arnoux und Olivier Grouillard. Arnoux verpasste mit dem JS33 sieben-, Grouillard viermal die Qualifikation. Anderseits kamen beide Fahrer jeweils einmal in die Punkte: Arnoux wurde in Kanada Fünfter, Grouillard in Frankreich Sechster. Mit drei Punkten lag das Team am Jahresende auf Platz 14 der Konstrukteurswertung. Für die Saison 1990 behielt Ligier das Chassis-Motorpaket weitgehend unverändert bei. Fahrer waren nun Nicola Larini und Philippe Alliot. Zwar konnten sich nunmehr beide Fahrer regelmäßig qualifizieren. Zielankünfte in den Punkterängen gab es allerdings nicht. Für die Saison 1991 bekam Ligier Zwölfzylindermotoren von Lamborghini, die zuvor bei dem Konkurrenten Larrousse eingesetzt worden waren. Sie dienten als Lückenfüller, bis Ligier 1992 Kundenversionen der Renault-Zehnzylinder erhielt.

#### March
Der britische Rennwagenhersteller March Engineering kehrte 1987 nach zehnjähriger Unterbrechung mit einem Werksteam in die Formel 1 zurück. Das Team war nur im ersten Jahr ein Cosworth-Kunde. Im ersten Rennen setzte March, weil der neu konstruierte Rennwagen noch nicht fertiggestellt war, ein umgebautes Formel-3000-Chassis (March 87P) ein, danach ging der reguläre 871 an den Start. Beide Chassis hatten einen DFZ-Motor von Mader. Mit dem 871 erzielte Ivan Capelli einen Weltmeisterschaftspunkt. 1988 wechselte das Team auf Achtzylindermotoren von Judd, ab 1991 ging es mit exklusiven Motoren von Ilmor an den Start.

#### Minardi

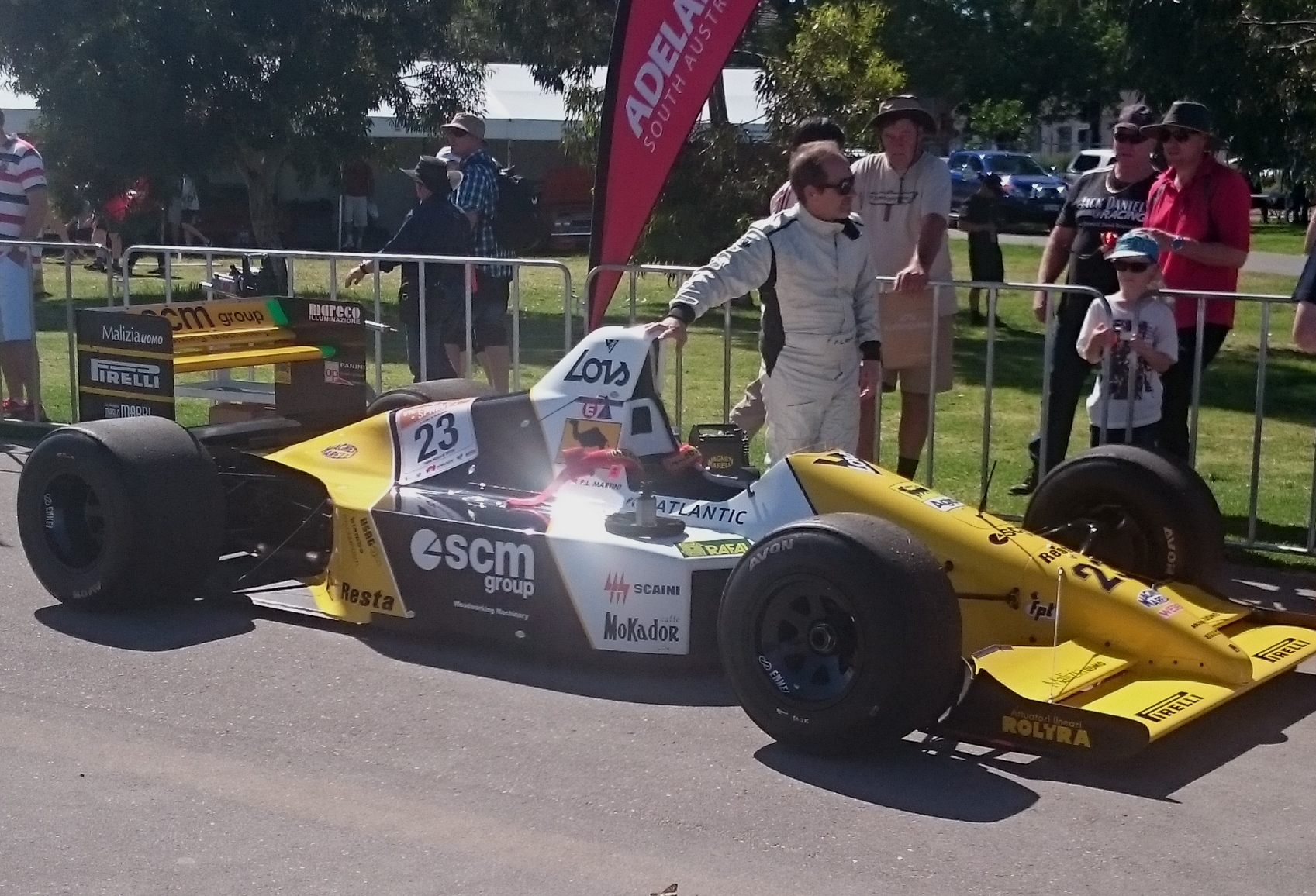
Minardi M189 mit DFR-Motor von Mader (1989)

Minardi begann 1985 mit Turbomotoren, die Carlo Chitis Unternehmen Motori Moderni exklusiv für das Team aus Faenza konstruiert hatte. In den Jahren bis 1987 erzielte Minardi mit ihnen keinen einzigen Weltmeisterschaftspunkt. 1988 stellte das Team auf Cosworth-DFZ-Motoren um, die von Mader geliefert wurden. Beim Großen Preis der USA 1988 fuhr Pierluigi Martini im M188 den ersten Weltmeisterschaftspunkt ein. 1989 setzte Minardi reine DFR-Motoren von Mader ein, mit denen das Team Anschluss an das Mittelfeld fand. Luis Pérez-Sala wurde einmal Sechster, Martini einmal Sechster und zweimal Fünfter. Am Ende des Jahres belegte das Team mit sechs Weltmeisterschaftspunkten Rang 11 der Konstrukteurswertung. 1990 ging Minardi noch einmal mit Mader-DFR an den Start. Zu Saisonbeginn gelangen dem Team einige außergewöhnliche Erfolge, die zu einem erheblichen Teil auf besonders gute Qualifikationsreifen von Pirelli zurückzuführen waren. Beim Auftaktrennen in den USA etwa qualifizierte sich Martini im Vorjahres-Minardi für den zweiten Startplatz. Technische Probleme führten allerdings vielfach zu Ausfällen. Zudem vernachlässigte Minardi in diesem Jahr die Arbeit am aktuellen Fahrzeug, weil sich das Team frühzeitig auf die Entwicklung des 1991er Wagens konzentrierte, in dem ein Kundenmotor von Ferrari zum Einsatz kommen sollte. Mit dem DFR-Motor erzielte Minardi deshalb 1990 keine Weltmeisterschaftspunkte.

#### Onyx/Monteverdi

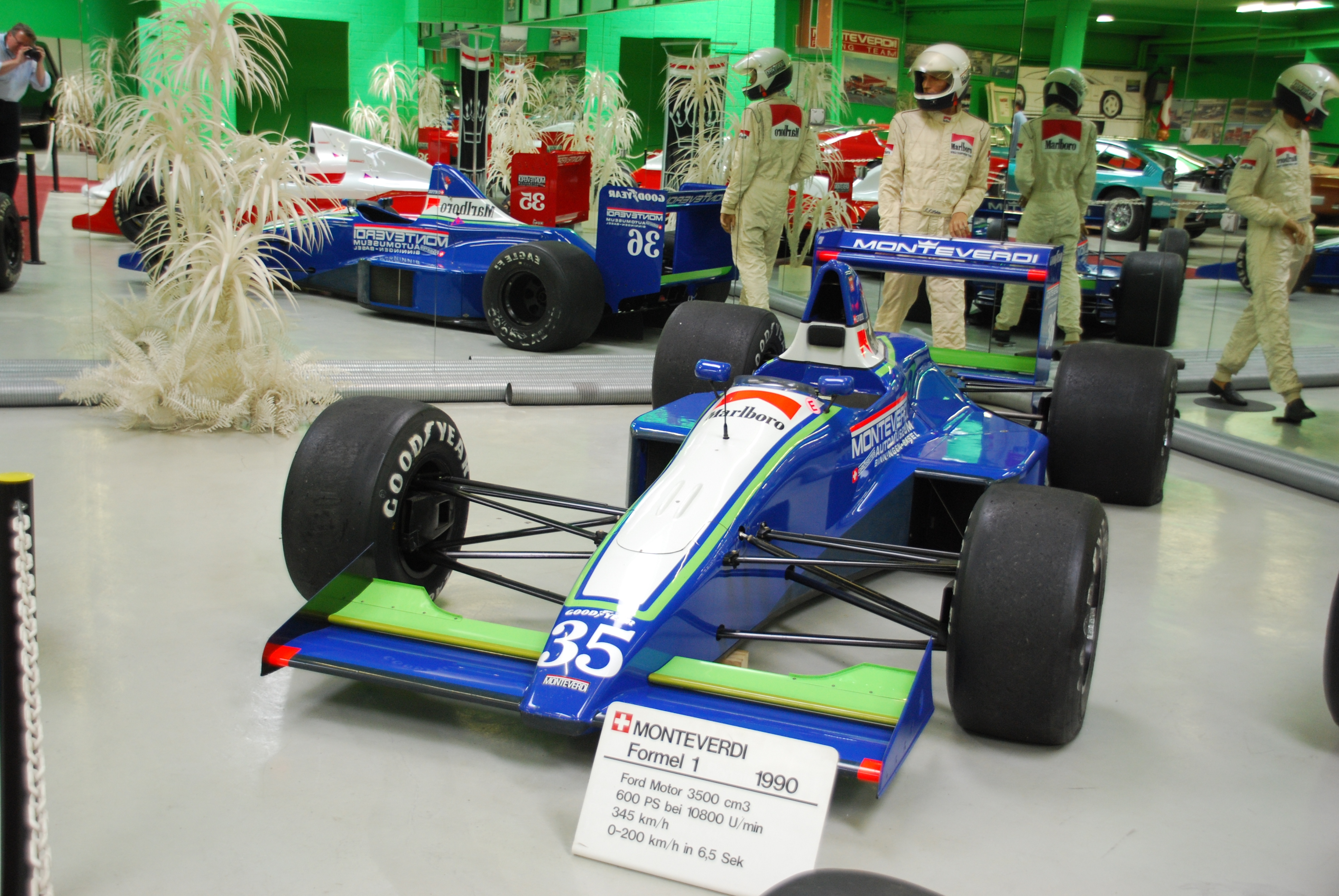
Monteverdi ORE-1B mit Mader-DFR (1990)

Das britische Onyx-Team von Mike Earle, das viele Jahre in der Formel 2 und der Formel 3000 eine feste Größe gewesen war, debütierte 1989 mit dem von Alan Jenkins konstruierten ORE-1 in der Formel 1. Der Wagen, der vielfach als eine March-Kopie angesehen wurde, war mit einem DFR-Motor von Hart ausgestattet. Stefan Johansson kam in Frankreich als Fünfter und in Portugal als Dritter ins Ziel. Aufgrund dieser Ergebnisse galt Onyx als Überraschung des Jahres. Die finanzielle Unterstützung des belgischen Unternehmers Jean-Pierre Van Rossem gab Onyx vorübergehend die Aussicht auf Porsche-Motoren in der Saison 1990, die letztlich allerdings an Arrows gegeben wurden. Als Van Rossem seine Unterstützung zum Jahreswechsel 1989/90 einstellte, kauften der Schweizer Automobilhersteller Peter Monteverdi und sein Geschäftspartner Karl Foitek das Team. Das Material wurde weitgehend unverändert eingesetzt; neu waren nur die Mader-DFR-Motoren, die Monteverdi aus nationalen Gründen auswählte. Fahrer waren Karl Foiteks Sohn Gregor sowie JJ Lehto. Das zwischenzeitlich ins Schweizerische Binningen verlegte Team war 1990 dilettantisch geführt und erzielte keine Weltmeisterschaftspunkte. Es stellte vor Ablauf der Saison den Rennbetrieb ein.

#### Osella/Fondmetal

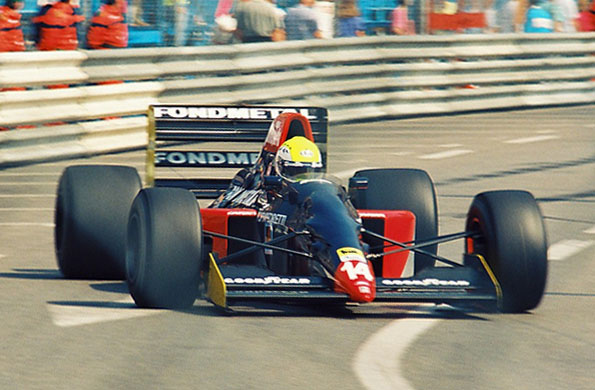
Fondmetal Fomet 1 mit DFR-Motor von Hart (1991)

Die Turiner Team Osella Squadra Corse hatte von 1984 bis 1988 Turbomotoren von Alfa Romeo (Tipo 890T) eingesetzt und zuletzt mangels werksseitiger Unterstützung selbst gewartet. Mit der Rückkehr zu Saugmotoren erneuerte Osella die Kundenbeziehung zu Cosworth, die schon bis 1983 bestanden hatte. Für den neu konstruierten FA1M-89 meldete Osella durchgängig DFR-Motoren. Eine Quelle geht davon aus, dass es sich dabei um Mischversionen vom Typ DFZ-DFR handelte. Osella bezog die Motoren von Mader. Mit ihnen gab es einige ungewöhnlich gute Qualifikationsergebnisse, allerdings nur eine Zielankunft, die außerhalb der Punkteränge lag. 1990 fuhr Osella mit regulären DFR-Motoren, die anfänglich von Mader und ab Sommer 1990 von Tickford gewartet wurden. Der überarbeitete FA1-ME kam dreimal ins Ziel, erreichte aber wieder keine Punkte. Vor Beginn der Saison 1991 verkaufte Enzo Osella sein Team an Gabriele Rumis Fondmetal-Konzern. Damit verbunden war eine Namensänderung des Rennstalls. Die nun Fomet 1 genannten Autos, die bloße Überarbeitungen der letztjährigen Osella-Wagen waren, fuhren wiederum mit Harts DFR-Motoren, die sich auf dem technischen Niveau von 1990 befanden. Sie waren weitgehend erfolglos. Achtmal verpasste Fondmetal in diesem Jahr die Qualifikation bzw. die Vorqualifikation. 1992 setzte das Team Cosworth-HB-Motoren ein.

#### Rial
Das neu gegründete deutsche Rial-Team des Unternehmers Günter Schmid startete 1988 mit dem von Gustav Brunner entworfenen Rial ARC1, der von einem Mader-DFZ angetrieben wurde. Jedenfalls ab Sommer 1988 hatte Rial Zugriff auf die Mischversion DFZ-DFR. In dieser Saison gab es nur vier Zielankünfte, darunter allerdings einen vierten Platz von Andrea de Cesaris beim Großen Preis der USA. Rial schloss die Saison mit drei Punkten auf Rang 9 der Konstrukteurswertung ab. Diese Positionierung stellte sicher, dass eines der Rial-Autos in der ersten Saisonhälfte 1989 nicht der Vorqualifikation unterlag. Im zweiten Jahr setzte Rial reine DFR-Motoren von Mader ein. Auch diesmal schaffte das Team nur vier Zielankünfte. Das beste Ergebnis war ein weiterer vierter Platz, den Christian Danner wiederum in den USA herausfuhr. In der zweiten Saisonhälfte fiel das Team mit wechselnden Fahrern (Volker Weidler, Gregor Foitek und Bertrand Gachot) weit zurück; es gab ab dem Großen Preis von Frankreich keine Rennteilnahmen mehr. Beobachter sahen die wesentliche Ursache dafür in Schmids Führungsstil. Nach Ablauf der Saison 1989 stellte Rial den Rennbetrieb ein.

#### Tyrrell

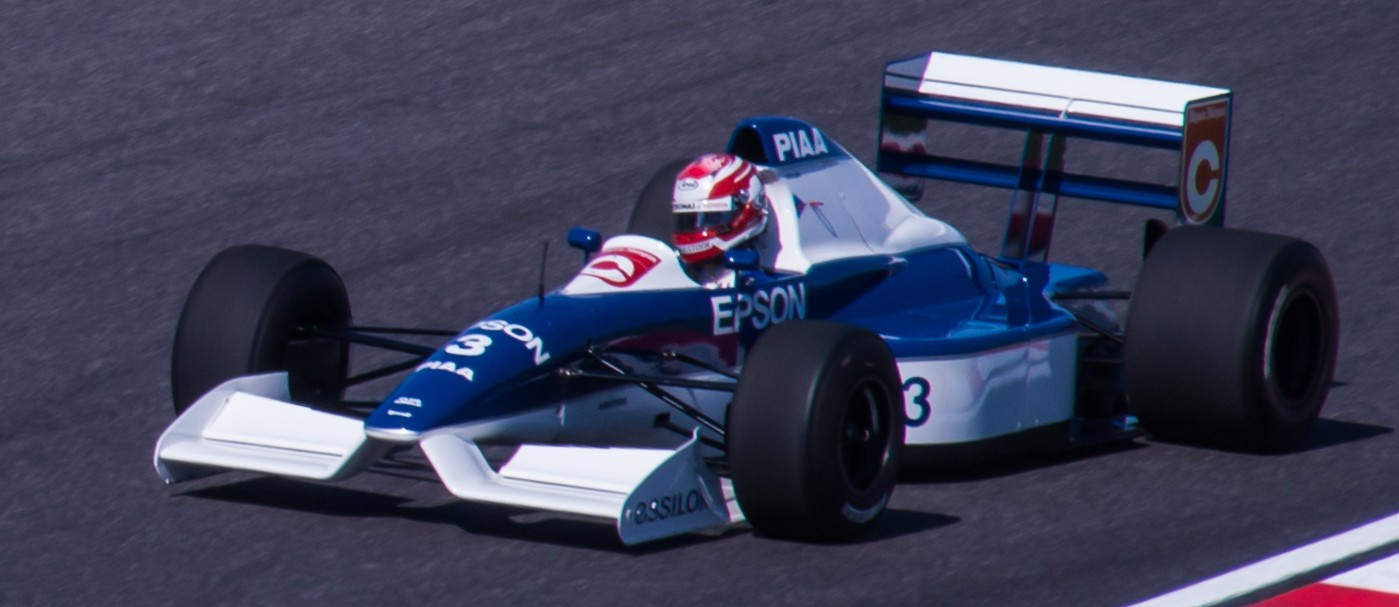
Tyrrell 019 mit DFR-Motor von Langford & Peck (1990)

Tyrrell war das mit Abstand erfolgreichste DFZ-DFR-Kundenteam. In den Jahren 1987 bis 1990 fuhr Tyrrell mit den Cosworth-Motoren insgesamt 48 Weltmeisterschaftspunkte ein und erreichte mit ihnen als einziges Team zwei zweite Plätze (Jean Alesi 1990). 1987 startete Tyrrell mit dem DG016 und den Piloten Jonathan Palmer und Philippe Streiff. Die DFZ-Motoren kamen in diesem Jahr exklusiv von Hart; außerdem erhielt Tyrrell als einziges Kundenteam wiederholt Werksunterstützung durch Cosworth. Palmer und Streiff qualifizierten sich zu jedem Rennen und punkteten fünfmal. Vierte Plätze in Deutschland (Streiff) und Australien (Palmer) waren die besten Ergebnisse. Entsprechend gewann das Team auch mit deutlichem Vorsprung auf Larrousse die in diesem Jahr einmalig ausgelobte Colin Chapman Trophy, den Konstrukteurstitel für Saugmotorfahrzeuge. 1988 setzte das Team weiterhin DFZ-Motoren ein; im Laufe der Saison hatte es aber Zugriff auf die ersten Umbausätze mit DFR-Komponenten, durch die der Motor tiefer installiert werden konnte. Gleichwohl verschlechterten sich die Ergebnisse. Julian Bailey verpasste zehnmal die Qualifikation, Jonathan Palmer zweimal. Palmer wurde zweimal Fünfter und einmal Sechster. Mit insgesamt fünf Weltmeisterschaftspunkten fiel Tyrrell auf Rang acht der Konstrukteurswertung zurück, war aber wiederum das beste Cosworth-Kundenteam. In der Saison 1989 hatte Tyrrell aus wirtschaftlichen Gründen nur sechs Motoren zur Verfügung. Es handelte sich um DFZ-DFR-Einheiten, die Tyrrell von Langford & Peck beziehen musste, weil Hart für diese Saison eine vorrangige Beziehung zu Arrows eingegangen war. Mit dem von Harvey Postlethwaite konstruierten 018, dessen besonderes Merkmal eine hohe Fahrzeugnase war, war Tyrrell wieder erfolgreich. Michele Alboreto wurde Dritter in Mexiko, sein Nachfolger Jean Alesi beendete die Rennen in Frankreich und Spanien auf Rang vier und den Lauf in Italien als Fünfter. Am Jahresende belegte Tyrrell Platz fünf der Konstrukteurswertung. 1990 waren im „radikal neuen“ Tyrrell 019 wieder Hart-Motoren im Einsatz; diesmal handelte es sich um originäre DFR-Blöcke. In der ersten Saisonhälfte wurde Alesi Zweiter in den USA und in Monaco. Danach brach das Team ein. Es folgten nur noch zwei sechste Plätze Satoru Nakajimas in Italien und Japan. Am Ende der Saison lag Tyrrell erneut auf Platz fünf der Konstrukteurswertung. 1991 setzte das Team Zehnzylindermotoren von Honda ein.

## Weitere Verwendungen

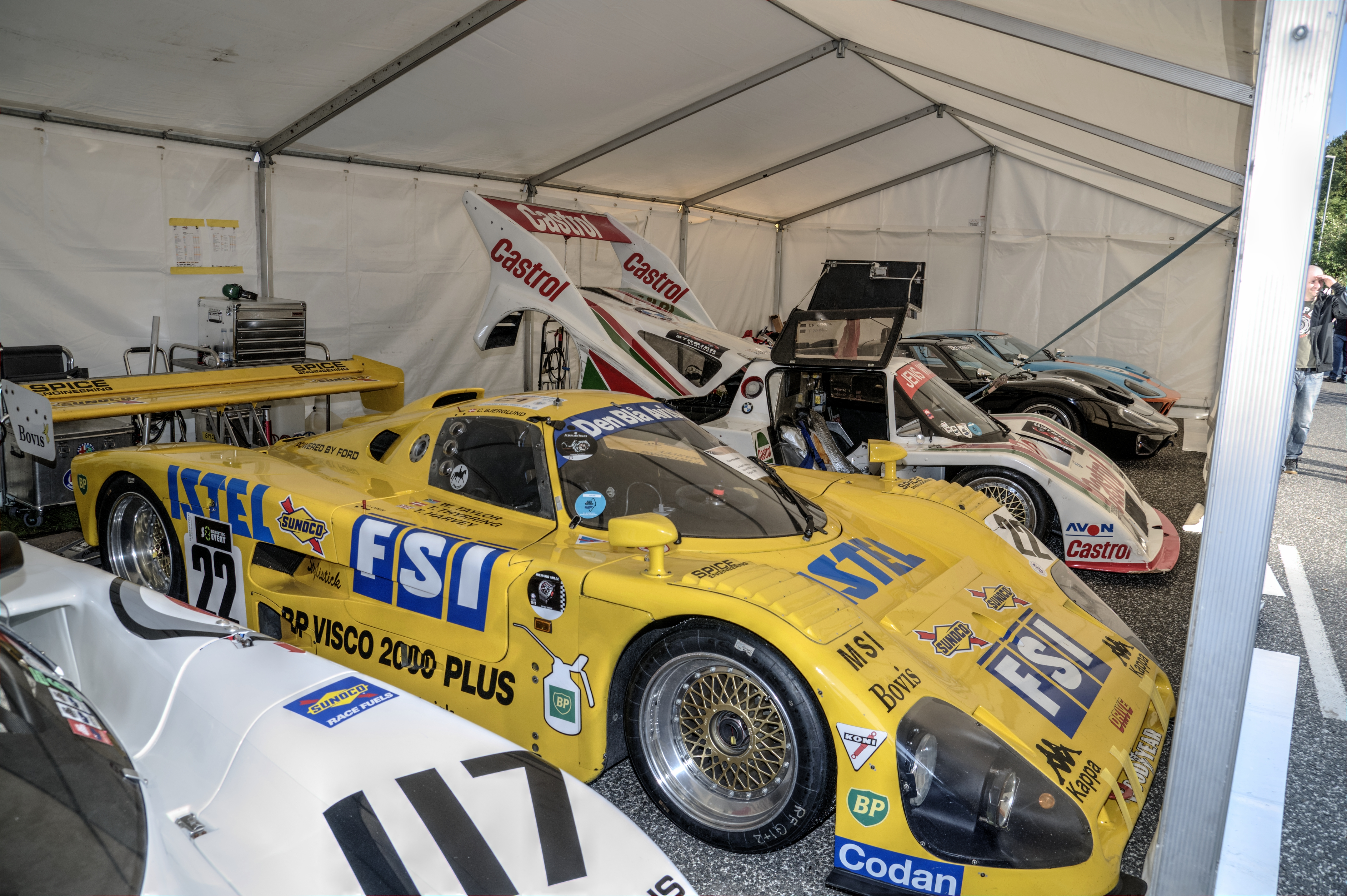
Werks-Spice SE89C mit DFZ-Motor, eingesetzt in Le Mans 1989

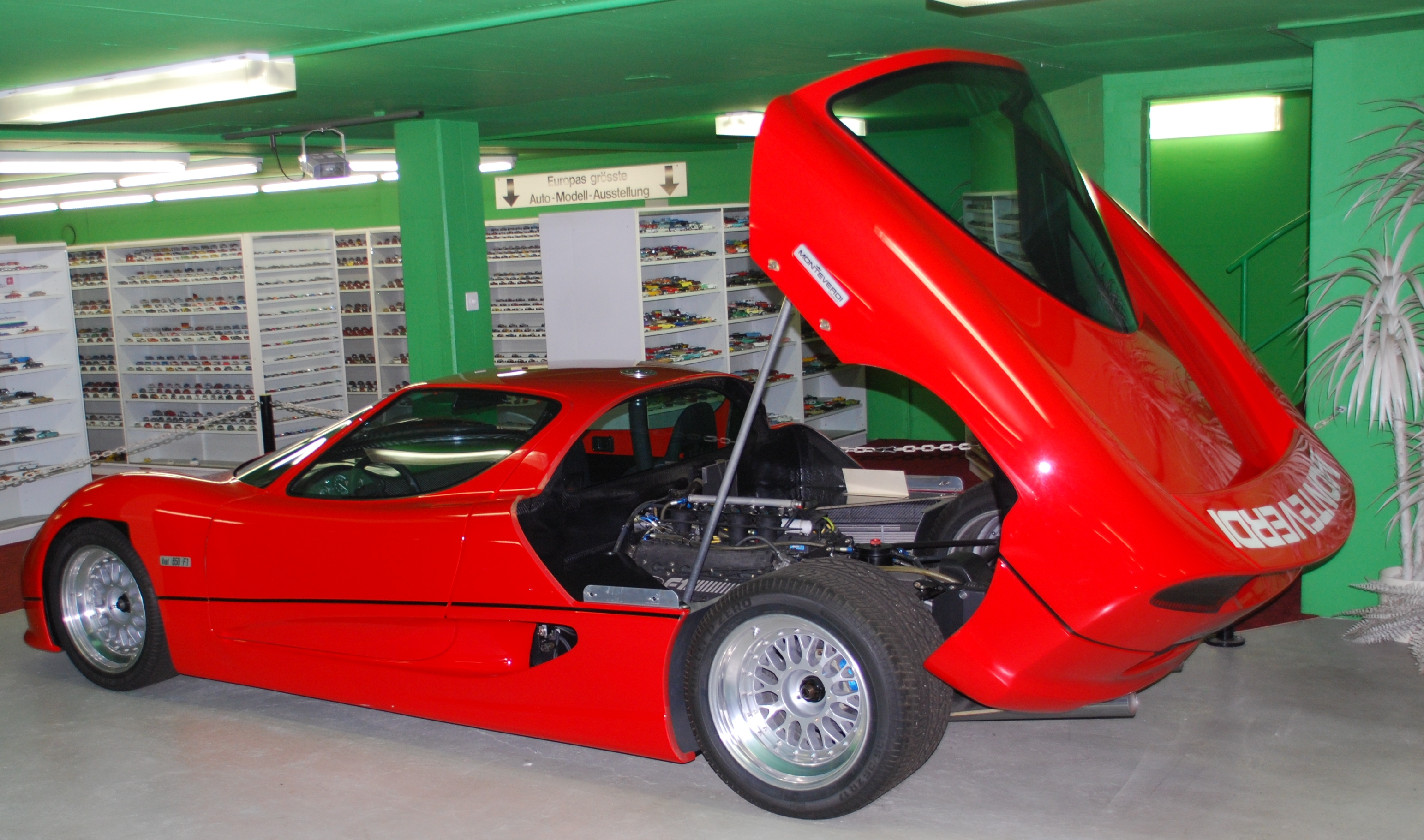
Mit Cosworth-DFR-Motor: Monteverdi Hai 650 F1

Einige DFZ- und DFR-Motoren wurden bei Sportwagenrennen verwendet. In der Sportwagen-Weltmeisterschaft konzentrierten sich diese Einsätze von 1989 bis zur Einstellung 1992 im Wesentlichen auf Fahrzeuge des vom Briten Gordon Spice gegründeten Herstellers Spice Engineering, der 1985, 1986 und 1988 mit dem DFL-Motor die Sportwagenmeisterschaft in der Gruppe C2 gewonnen hatte und sein Engagement nun auf die Gruppe C konzentrierte. Die Spice-Chassis SE88C, SE89C und SE90C wurden dabei von verschiedenen Rennställen einschließlich eines bis 1990 agierenden Werksteams mit DFZ- oder DFR-Motoren an den Start gebracht. Daneben traten noch kleinere Rennställe wie z. B. jener von Louis Descartes teils mit Spice-Konstruktionen, teils mit eigenen Fahrzeugen und diesen Motoren an. In dieser damals von großen Herstellern wie Peugeot, Mercedes-Benz, Jaguar, Mazda und Porsche dominierten Rennserie blieben größere Erfolge allerdings aus. Beste Resultate mit diesen Motortypen waren vereinzelte vierte Plätze von Spice-Fahrzeugen sowie als absolute Ausnahme der dritte Platz von Ferdinand de Lesseps und Will Hoy beim 500-km-Rennen von Silverstone 1992. Derartige Ergebnisse waren teilweise aber auch einem fortwährend schrumpfenden Teilnehmerfeld zu verdanken.
Der Schweizer Automobilhersteller Monteverdi, der in der Formel-1-Saison 1990 vorübergehend das britische Onyx-Team übernommen hatte, konstruierte 1992 den zweisitzigen Mittelmotorsportwagen Hai 650 F1, in dem zahlreiche Ersatzteile des Formel-1-Autos Onyx ORE1 wiederverwendet wurden. Dazu gehörte auch ein Cosworth-DFR-Motor. Das Auto hatte in Europa keine Straßenzulassung. Peter Monteverdi sprach von einer Produktion in Kleinstserie. Ob tatsächlich ein Hai 650 F1 verkauft wurde, ist zweifelhaft. Bis zu seiner Auflösung 2017 stand ein Exemplar des Hai 650 F1 in Monteverdis Automobilmuseum in Binningen.

## Statistik

### Der Cosworth DFZ und DFR in der Formel-1-Weltmeisterschaft
| Saison                               | Team              | Chassis | Motor | Nr.             | Fahrer | 1    | 2    | 3    | 4    | 5    | 6    | 7    | 8    | 9    | 10   | 11   | 12   | 13   | 14   | 15   | 16 | Punkte | Rang |
| ------------------------------------ | ----------------- | ------- | ----- | --------------- | ------ | ---- | ---- | ---- | ---- | ---- | ---- | ---- | ---- | ---- | ---- | ---- | ---- | ---- | ---- | ---- | -- | ------ | ---- |
| 1987                                 |                   |         |       |                 |        |      |      |      |      |      |      |      |      |      |      |      |      |      |      |      |    |        |      |
| Data General Team Tyrrell            | Tyrrell DG016     | DFZ     | 3     | J. Palmer       | 10     | DNF  | DNF  | 5    | 11   | 7    | 8    | 5    | 7    | 14   | 14   | 10   | DNF  | 7    | 8    | 4    | 11 | 6      |      |
| Data General Team Tyrrell            | Tyrrell DG016     | DFZ     | 4     | P. Streiff      | 11     | 8    | 9    | DNF  | DNF  | 6    | DNF  | 4    | 9    | DNF  | 12   | 12   | 7    | 8    | 12   | DNF  | 11 | 6      |      |
| Larrousse Calmels                    | Lola LC87         | DFZ     | 29    | Y. Dalmas       |        |      |      |      |      |      |      |      |      |      |      |      |      | 9    | 14   | 5    | 3  | 9      |      |
| Larrousse Calmels                    | Lola LC87         | DFZ     | 30    | P. Alliot       |        | 10   | 8    | DNF  | DNF  | DNF  | DNF  | 6    | DNF  | 12   | DNF  | DNF  | 6    | 6    | DNF  | DNF  | 3  | 9      |      |
| Team El Charro AGS                   | AGS JH22          | DFZ     | 14    | P. Fabre        | 12     | 13   | 10   | 13   | 12   | 9    | 9    | DNF  | 13   | NC   | DNQ  | DNQ  | DNF  | DNQ  |      |      | 1  | 12     |      |
| Team El Charro AGS                   | AGS JH22          | DFZ     | 14    | R. Moreno       |        |      |      |      |      |      |      |      |      |      |      |      |      |      | DNF  | 6    | 1  | 12     |      |
| Leyton House March                   | March 87P         | DFZ     | 16    | I. Capelli      | DNS    |      |      |      |      |      |      |      |      |      |      |      |      |      |      |      | 1  | 13     |      |
| Leyton House March                   | March 871         | DFZ     | 16    | I. Capelli      |        | DNF  | DNF  | 6    | DNF  | DNF  | DNF  | DNF  | 10   | 11   | 13   | 9    | 12   | DNF  | DNF  | DNF  | 1  | 13     |      |
| Enzo Coloni Racing Car System        | Coloni FC187      | DFZ     | 31    | N. Larini       |        |      |      |      |      |      |      |      |      |      | DNPQ |      | DNF  |      |      |      | 0  | –      |      |
| 1988                                 |                   |         |       |                 |        |      |      |      |      |      |      |      |      |      |      |      |      |      |      |      |    |        |      |
| Benetton Formula                     | Benetton B188     | DFR     | 19    | A.Nannini       | DNF    | 6    | DNF  | 7    | DNF  | DNF  | 6    | 3    | 18   | DNF  | DSQ  | 9    | DNF  | 3    | 5    | DNF  | 39 | 3      |      |
| Benetton Formula                     | Benetton B188     | DFR     | 20    | T. Boutsen      | 7      | 4    | 8    | 8    | 3    | 3    | DNF  | DNF  | 6    | 3    | DSQ  | 6    | 3    | 9    | 3    | 5    | 39 | 3      |      |
| Tyrrell Racing Organisation          | Tyrrell 017       | DFZ-DFR | 3     | J. Palmer       | DNF    | 14   | 5    | DNQ  | 6    | 5    | DNF  | DNF  | 11   | DNF  | 12   | DNQ  | DNF  | DNF  | 12   | DNF  | 5  | 8      |      |
| Tyrrell Racing Organisation          | Tyrrell 017       | DFZ-DFR | 4     | J. Bailey       | DNQ    | DNF  | DNQ  | DNQ  | DNF  | 9    | DNQ  | 16   | DNQ  | DNQ  | DNQ  | 12   | DNQ  | DNQ  | 14   | DNQ  | 5  | 8      |      |
| Rial Racing                          | Rial ARC1         | DFZ-DFR | 22    | A. de Cesaris   | DNF    | DNF  | DNF  | DNF  | 9    | 4    | 10   | DNF  | 13   | DNF  | DNF  | DNF  | DNF  | DNF  | DNF  | 8    | 3  | 9      |      |
| Lois Minardi Team                    | Minardi M188      | DFZ     | 23    | A. Campos       | DNF    | 16   | DNQ  | DNQ  | DNQ  |      |      |      |      |      |      |      |      |      |      |      | 1  | 10     |      |
| Lois Minardi Team                    | Minardi M188      | DFZ     | 23    | P. Martini      |        |      |      |      |      | 6    | 15   | 15   | DNQ  | DNF  | DNQ  | DNF  | DNF  | DNF  | 13   | 7    | 1  | 10     |      |
| Lois Minardi Team                    | Minardi M188      | DFZ     | 24    | L. Pérez-Sala   | DNF    | 11   | DNF  | 11   | 13   | DNF  | NC   | DNF  | DNQ  | 10   | DNQ  | DNF  | 8    | 12   | 15   | DNF  | 1  | 10     |      |
| Larrousse Calmels                    | Lola LC88         | DFZ     | 29    | Y. Dalmas       | DNF    | 12   | 7    | 9    | DNQ  | 7    | 13   | 13   | DNF  | 9    | DNF  | DNF  | DNF  | 11   |      |      | 0  | –      |      |
| Larrousse Calmels                    | Lola LC88         | DFZ     | 29    | A. Suzuki       |        |      |      |      |      |      |      |      |      |      |      |      |      |      | 16   |      | 0  | –      |      |
| Larrousse Calmels                    | Lola LC88         | DFZ     | 29    | P.-H. Raphanel  |        |      |      |      |      |      |      |      |      |      |      |      |      |      |      | DNQ  | 0  | –      |      |
| Larrousse Calmels                    | Lola LC88         | DFZ     | 30    | Philippe Alliot | DNF    | 17   | DNF  | DNF  | DNF  | DNF  | DNF  | DNF  | DNF  | 12   | 9    | DNF  | DNF  | 14   | 9    | DNF  | 0  | –      |      |
| BMS Scuderia Italia                  | Dallara F188      | DFZ     | 36    | A. Caffi        |        | DNF  | DNF  | DNF  | DNPQ | 8    | 12   | 11   | 15   | DNF  | 8    | DNF  | 7    | 10   | DNF  | DNF  | 0  | –      |      |
| Automobiles Gonfaronnaises Sportives | AGS JH23          | DFZ     | 14    | P. Streiff      | DNF    | 10   | DNF  | 12   | DNF  | DNF  | DNF  | DNF  | DNF  | DNF  | 10   | DNF  | 9    | DNF  | 8    | 11   | 0  | –      |      |
| Coloni                               | Coloni FC188      | DFZ     | 31    | G. Tarquini     | DNF    | DNF  | DNF  | 14   | 8    | DNPQ | DNPQ | DNPQ | DNPQ | 13   | DNF  |      |      |      |      |      | 0  | –      |      |
| Coloni                               | Coloni FC188B     | DFZ     | 31    | G. Tarquini     |        |      |      |      |      |      |      |      |      |      |      | DNQ  | 11   | DNPQ | DNPQ | DNQ  | 0  | –      |      |
| EuroBrun Racing                      | EuroBrun ER188    | DFZ     | 32    | O. Larrauri     | DNF    | DNQ  | DNF  | 13   | DNF  | DNF  | DNF  | DNQ  | 16   | DNQ  | DNQ  | DNPQ | DNPQ | DNPQ | DNQ  | DNF  | 0  | –      |      |
| EuroBrun Racing                      | EuroBrun ER188    | DFZ     | 33    | S. Modena       | DNF    | NC   | DNF  | DNF  | 12   | DNF  | 14   | 12   | DNF  | 11   | DNQ  | DNQ  | DNQ  | 13   | DNQ  | DNF  | 0  | –      |      |
| 1989                                 |                   |         |       |                 |        |      |      |      |      |      |      |      |      |      |      |      |      |      |      |      |    |        |      |
| Benetton Formula                     | Benetton B188     | DFR     | 19    | A. Nannini      | 6      | 3    | 8    | 4    | DNF  | DSQ  |      |      |      |      |      |      |      |      |      |      | 39 | 3      |      |
| Benetton Formula                     | Benetton B188     | DFR     | 20    | J. Herbert      | 4      | 11   | 15   | 14   | 5    | DNQ  |      |      |      |      |      |      |      |      |      |      | 39 | 3      |      |
| Benetton Formula                     | Benetton B188     | DFR     | 20    | E. Pirro        |        |      |      |      |      |      | 9    | 11   |      |      |      |      |      |      |      |      | 39 | 3      |      |
| Tyrrell Racing Organisation          | Tyrrell 017B      | DFZ-DFR | 3     | J. Palmer       | 7      |      |      |      |      |      |      |      |      |      |      |      |      |      |      |      | 16 | 5      |      |
| Tyrrell Racing Organisation          | Tyrrell 017B      | DFZ-DFR | 4     | M. Alboreto     | 10     |      |      |      |      |      |      |      |      |      |      |      |      |      |      |      | 16 | 5      |      |
| Tyrrell Racing Organisation          | Tyrrell 018       | DFZ-DFR | 3     | J. Palmer       |        | 6    | 9    | DNF  | 9    | DNF  | 10   | DNF  | DNF  | 13   | 14   | DNF  | 6    | 10   | DNF  | DNQ  | 16 | 5      |      |
| Tyrrell Racing Organisation          | Tyrrell 018       | DFZ-DFR | 4     | M. Alboreto     |        | DNQ  | 5    | 3    | DNF  | DNF  |      |      |      |      |      |      |      |      |      |      | 16 | 5      |      |
| Tyrrell Racing Organisation          | Tyrrell 018       | DFZ-DFR | 4     | J.Alesi         |        |      |      |      |      |      | 4    | DNF  | 9    | 10   |      | 5    |      | 4    | DNF  | DNF  | 16 | 5      |      |
| Tyrrell Racing Organisation          | Tyrrell 018       | DFZ-DFR | 4     | J.Herbert       |        |      |      |      |      |      |      |      |      |      | DNF  |      | DNQ  |      |      |      | 16 | 5      |      |
| Arrows Grand Prix International      | Arrows A11        | DFR     | 9     | D. Warwick      | 5      | 5    | DNF  | DNF  | DNF  | DNF  |      | 9    | 6    | 10   | 6    | DNF  | DNF  | 9    | 6    | DNF  | 13 | 7      |      |
| Arrows Grand Prix International      | Arrows A11        | DFR     | 9     | M. Donnelly     |        |      |      |      |      |      | 12   |      |      |      |      |      |      |      |      |      | 13 | 7      |      |
| Arrows Grand Prix International      | Arrows A11        | DFR     | 10    | E. Cheever      | DNF    | 9    | 9    | 7    | 3    | DNF  | 7    | DNQ  | 12   | 5    | DNF  | DNQ  | DNF  | DNF  | 8    | DNF  | 13 | 7      |      |
| BMS Scuderia Italia                  | Dallara Bms 189   | DFR     | 21    | A. Caffi        | DNPQ   | 7    | 4    | 13   | DNF  | 6    | DNF  | DNPQ | DNF  | 7    | DNF  | 11   | DNF  | DNF  | 9    | DNF  | 8  | 8      |      |
| BMS Scuderia Italia                  | Dallara Bms 189   | DFR     | 22    | A. de Cesaris   | 13     | 10   | 13   | DNF  | 8    | 3    | DNPQ | DNF  | 7    | DNF  | 11   | DNF  | DNF  | 7    | 10   | DNF  | 8  | 8      |      |
| Moneytron Onyx Formula One           | Onyx ORE-1        | DFR     | 36    | S. Johansson    | DNPQ   | DNPQ | DNPQ | DNF  | DNF  | DSQ  | 5    | DPNQ | DNF  | DNF  | 8    | DPNQ | 3    | DNPQ | DNPQ | DNPQ | 6  | 10     |      |
| Moneytron Onyx Formula One           | Onyx ORE-1        | DFR     | 37    | B. Gachot       | DNPQ   | DNPQ | DNPQ | DNPQ | DNPQ | DNPQ | 13   | 12   | DNQ  | DNF  | DNF  | DNF  |      |      |      |      | 6  | 10     |      |
| Moneytron Onyx Formula One           | Onyx ORE-1        | DFR     | 37    | JJ Lehto        |        |      |      |      |      |      |      |      |      |      |      |      | DNPQ | DNF  | DNPQ | DNF  | 6  | 10     |      |
| Minardi Team                         | Minardi M188B     | DFR     | 23    | P. Martini      | DNF    | DNF  | DNF  |      |      |      |      |      |      |      |      |      |      |      |      |      | 4  | 12     |      |
| Minardi Team                         | Minardi M188B     | DFR     | 24    | L. Pérez-Sala   | DNF    | DNF  | DNF  |      |      |      |      |      |      |      |      |      |      |      |      |      | 4  | 12     |      |
| Minardi Team                         | Minardi M189      | DFR     | 23    | P. Martini      |        |      |      | DNF  | DNF  | DNF  | DNF  | 5    | 9    | DNF  | 9    | 7    | 5    | DNF  |      | 6    | 4  | 12     |      |
| Minardi Team                         | Minardi M189      | DFR     | 23    | P. Barilla      |        |      |      |      |      |      |      |      |      |      |      |      |      |      | DNF  |      | 4  | 12     |      |
| Minardi Team                         | Minardi M189      | DFR     | 24    | L. Pérez-Sala   |        |      |      | DNQ  | DNF  | DNF  | DNQ  | 6    | DNQ  | DNF  | 15   | 8    | 12   | DNF  | DNF  | DNQ  | 4  | 12     |      |
| Rial Racing                          | Rial ARC2         | DFR     | 38    | C. Danner       | 14     | DNQ  | DNQ  | 12   | 4    | 8    | DNQ  | DNQ  | DNQ  | DNQ  | DNQ  | DNQ  | DNQ  |      |      |      | 3  | 13     |      |
| Rial Racing                          | Rial ARC2         | DFR     | 38    | G. Foitek       |        |      |      |      |      |      |      |      |      |      |      |      |      | DNQ  |      |      | 3  | 13     |      |
| Rial Racing                          | Rial ARC2         | DFR     | 38    | B. Gachot       |        |      |      |      |      |      |      |      |      |      |      |      |      |      | DNQ  | DNQ  | 3  | 13     |      |
| Rial Racing                          | Rial ARC2         | DFR     | 39    | V. Weidler      | DNPQ   | DNPQ | DNPQ | DNPQ | DNPQ | DNPQ | DNPQ | DNPQ | EX   | DNQ  |      |      |      |      |      |      | 3  | 13     |      |
| Rial Racing                          | Rial ARC2         | DFR     | 39    | P.-H. Raphanel  |        |      |      |      |      |      |      |      |      |      | DNQ  | DNQ  | DNQ  | DNQ  | DNQ  | DNQ  | 3  | 13     |      |
| Ligier Loto                          | Ligier JS33       | DFR     | 25    | R. Arnoux       | DNQ    | DNQ  | 12   | 14   | DNQ  | 5    | DNF  | DNQ  | 11   | DNQ  | DNF  | 9    | 13   | DNQ  | DNQ  | DNF  | 3  | 14     |      |
| Ligier Loto                          | Ligier JS33       | DFR     | 26    | O. Grouillard   | 9      | DSQ  | DNF  | 8    | DNQ  | DNQ  | 6    | 7    | DNF  | DNQ  | 13   | DNF  | DNQ  | DNF  | DNF  | DNF  | 3  | 14     |      |
| Automobiles Gonfaronnaises Sportives | AGS JH23B         | DFZ     | 40    | G. Tarquini     |        | 8    | DNF  | 6    | 7    | DNF  | DNF  |      |      |      |      |      |      |      |      |      | 1  | 15     |      |
| Automobiles Gonfaronnaises Sportives | AGS JH23B         | DFZ     | 41    | J. Winkelhock   | DNPQ   | DNPQ | DNPQ | DNPQ | DNPQ | DNPQ | DNPQ |      |      |      |      |      |      |      |      |      | 1  | 15     |      |
| Automobiles Gonfaronnaises Sportives | AGS JH23B         | DFZ     | 41    | Y. Dalmas       |        |      |      |      |      |      |      | DNPQ | DNPQ | DNPQ |      |      |      |      |      |      | 1  | 15     |      |
| Automobiles Gonfaronnaises Sportives | AGS JH24          | DFR     | 40    | G. Tarquini     |        |      |      |      |      |      |      | DNQ  | DNPQ | DNPQ | DNPQ | DNPQ | DNPQ | DNPQ | DNPQ | DNPQ | 1  | 15     |      |
| Automobiles Gonfaronnaises Sportives | AGS JH24          | DFR     | 41    | Y. Dalmas       |        |      |      |      |      |      |      |      |      |      | DNPQ | DNPQ | DNPQ | DNPQ | DNPQ | DNPQ | 1  | 15     |      |
| Osella Squadra Corse                 | Osella FA1M-89    | DFR     | 17    | N. Larini       | DSQ    | 12   | DNPQ | DNPQ | DNPQ | DNF  | DNPQ | DNF  | DNPQ | DNPQ | DNPQ | DNF  | DNPQ | DNF  | DNF  | DNF  | 0  | –      |      |
| Osella Squadra Corse                 | Osella FA1M-89    | DFR     | 18    | P. Ghinzani     | DNPQ   | DNPQ | DNPQ | DNPQ | DNPQ | DNPQ | DNPQ | DNPQ | DNPQ | DNF  | DNPQ | DNPQ | DNPQ | DNF  | DNPQ | DNF  | 0  | –      |      |
| Coloni                               | Coloni FC188B     | DFZ     | 31    | R. Moreno       | DNQ    | DNQ  | DNF  | DNQ  | DNQ  |      |      |      |      |      |      |      |      |      |      |      | 0  | –      |      |
| Coloni                               | Coloni FC188B     | DFZ     | 32    | P.-H. Raphanel  | DNPQ   | DNPQ | DNF  | DNPQ | DNPQ |      |      |      |      | DNPQ |      |      |      |      |      |      | 0  | –      |      |
| Coloni                               | Coloni C3         | DFZ-DFR | 31    | R. Moreno       |        |      |      |      |      | DNF  | DNQ  | DNF  | DNPQ | DNPQ | DNPQ | DNPQ | DNF  | DNPQ | DNPQ | DNPQ | 0  | –      |      |
| Coloni                               | Coloni C3         | DFZ-DFR | 32    | P.-H. Raphanel  |        |      |      |      |      | DNPQ | DNPQ | DNPQ | DNPQ |      |      |      |      |      |      |      | 0  | –      |      |
| Coloni                               | Coloni C3         | DFZ-DFR | 32    | E. Bertaggia    |        |      |      |      |      |      |      |      |      |      | DNPQ | DNPQ | DNPQ | DNPQ | DNPQ | DNPQ | 0  | –      |      |
| 1990                                 |                   |         |       |                 |        |      |      |      |      |      |      |      |      |      |      |      |      |      |      |      |    |        |      |
| Tyrrell Racing Organisation          | Tyrrell 018B      | DFR     | 3     | N. Nakajima     | 6      | 8    |      |      |      |      |      |      |      |      |      |      |      |      |      |      | 16 | 5      |      |
| Tyrrell Racing Organisation          | Tyrrell 018B      | DFR     | 4     | J. Alesi        | 2      | 7    |      |      |      |      |      |      |      |      |      |      |      |      |      |      | 16 | 5      |      |
| Tyrrell Racing Organisation          | Tyrrell 019       | DFR     | 3     | N. Nakajima     |        |      | DNF  | DNF  | 11   | DNF  | DNF  | DNF  | DNF  | DNF  | DNF  | 6    | DNS  | DNF  | 6    | DNF  | 16 | 5      |      |
| Tyrrell Racing Organisation          | Tyrrell 019       | DFR     | 4     | J. Alesi        |        |      | 6    | 2    | DNF  | 7    | DNF  | 8    | 11   | DNF  | 8    | DNF  | 8    | DNF  | DNS  | 8    | 16 | 5      |      |
| Footwork Arrows Racing               | Arrows A11        | DFR     | 9     | M. Alboreto     | 10     | DNF  | DNQ  | DNQ  | DNF  | 17   | 10   | DNF  | DNF  | 12   | 13   | 12   | 9    | 10   | DNF  | DNQ  | 2  | 9      |      |
| Footwork Arrows Racing               | Arrows A11        | DFR     | 10    | B. Schneider    | 12     |      |      |      |      |      |      |      |      |      |      |      |      | DNQ  |      |      | 2  | 9      |      |
| Footwork Arrows Racing               | Arrows A11        | DFR     | 10    | A.Caffi         |        | DNF  | DNQ  | 6    | 8    | DNQ  | DNF  | 7    | 9    | 9    | 10   | 9    | 13   |      | 9    | DNQ  | 2  | 9      |      |
| Ligier Gitanes                       | Ligier JS33B      | DFR     | 25    | N. Larini       | DNF    | 11   | 10   | DNF  | DNF  | 16   | 14   | 10   | 10   | 11   | 14   | 11   | 10   | 7    | 7    | 10   | 0  | –      |      |
| Ligier Gitanes                       | Ligier JS33B      | DFR     | 26    | P. Alliot       | DNQ    | 12   | 9    | DNF  | DNF  | 18   | 9    | 13   | DSQ  | 14   | DNQ  | 13   | DNF  | DNF  | 10   | 11   | 0  | –      |      |
| SCM Minardi Team                     | Minardi M189B     | DFR     | 23    | P. Martini      | 7      | 9    |      |      |      |      |      |      |      |      |      |      |      |      |      |      | 0  | –      |      |
| SCM Minardi Team                     | Minardi M189B     | DFR     | 24    | P. Barilla      | DNF    | DNF  |      |      |      |      |      |      |      |      |      |      |      |      |      |      | 0  | –      |      |
| SCM Minardi Team                     | Minardi M190      | DFR     | 23    | P. Martini      |        |      | DNS  | DNF  | DNF  | 12   | DNF  | DNF  | DNF  | DNF  | 15   | DNF  | 11   | DNF  | 8    | 9    | 0  | –      |      |
| SCM Minardi Team                     | Minardi M190      | DFR     | 24    | P. Barilla      |        |      | 11   | DNF  | DNQ  | 14   | DNQ  | 12   | DNQ  | 15   | DNF  | DNQ  | DNQ  | DNQ  |      |      | 0  | –      |      |
| SCM Minardi Team                     | Minardi M190      | DFR     | 24    | G. Morbidelli   |        |      |      |      |      |      |      |      |      |      |      |      |      |      | DNF  | DNF  | 0  | –      |      |
| Monteverdi Onyx Formula One          | Onyx ORE-1B       | DFR     | 35    | S. Johansson    | DNQ    | DNQ  |      |      |      |      |      |      |      |      |      |      |      |      |      |      | 0  | –      |      |
| Monteverdi Onyx Formula One          | Onyx ORE-1B       | DFR     | 35    | G. Foitek       |        |      | DNF  | 7    | DNF  | 15   | DNQ  | DNQ  | DNF  | DNQ  |      |      |      |      |      |      | 0  | –      |      |
| Monteverdi Onyx Formula One          | Onyx ORE-1B       | DFR     | 36    | JJ Lehto        | DNQ    | DNQ  | 12   | DNF  | DNF  | DNF  | DNQ  | DNQ  | NC   | DNQ  |      |      |      |      |      |      | 0  | –      |      |
| Automobiles Gonfaronnaises Sportives | AGS JH24          | DFR     | 17    | G. Tarquini     | DNPQ   | DNPQ |      |      |      |      |      |      |      |      |      |      |      |      |      |      | 0  | –      |      |
| Automobiles Gonfaronnaises Sportives | AGS JH24          | DFR     | 18    | Y. Dalmas       | DNPQ   | DNF  |      |      |      |      |      |      |      |      |      |      |      |      |      |      | 0  | –      |      |
| Automobiles Gonfaronnaises Sportives | AGS JH25          | DFR     | 17    | G. Tarquini     |        |      | DNPQ | DNPQ | DNPQ | DNPQ | DNQ  | DNF  | DNPQ | 13   | DNQ  | DNQ  | DNQ  | DNF  | DNPQ | DNF  | 0  | –      |      |
| Automobiles Gonfaronnaises Sportives | AGS JH25          | DFR     | 18    | Y. Dalmas       |        |      | DNPQ | DNPQ | DNPQ | DNPQ | 17   | DNPQ | DNQ  | DNQ  | DNQ  | DNF  | DNF  | 9    | DNQ  | DNQ  | 0  | –      |      |
| BMS Scuderia Italia                  | Dallara F190      | DFR     | 21    | G. Morbidelli   | DNQ    | 14   |      |      |      |      |      |      |      |      |      |      |      |      |      |      | 0  | –      |      |
| BMS Scuderia Italia                  | Dallara F190      | DFR     | 21    | E. Pirro        |        |      | DNF  | DNF  | DNF  | DNF  | DNF  | 11   | DNF  | 10   | DNF  | DNF  | 15   | DNF  | DNF  | DNF  | 0  | –      |      |
| BMS Scuderia Italia                  | Dallara F190      | DFR     | 22    | A. de Cesaris   | DNF    | DNF  | DNF  | DNF  | DNF  | 13   | DSQ  | DNF  | DNQ  | DNF  | DNF  | 10   | DNF  | DNF  | DNF  | DNF  | 0  | –      |      |
| Osella Squadra Corse                 | Osella FA1M-89    | DFR     | 14    | O. Grouillard   | DNF    | DNF  |      |      |      |      |      |      |      |      |      |      |      |      |      |      | 0  | –      |      |
| Osella Squadra Corse                 | Osella FA1ME      | DFR     | 14    | O. Grouillard   |        |      | DNF  | DNQ  | 13   | 19   | DNPQ | DNQ  | DNQ  | DNPQ | 16   | DNF  | DNQ  | DNF  | DNQ  | DNF  | 0  | –      |      |
| Coloni Racing                        | Coloni C3C        | DFZ-DFR | 31    | B. Gachot       |        |      |      |      |      |      |      |      | DNPQ | DNPQ | DNQ  | DNQ  | DNQ  | DNQ  | DNQ  | DNQ  | 0  | –      |      |
| 1991                                 |                   |         |       |                 |        |      |      |      |      |      |      |      |      |      |      |      |      |      |      |      |    |        |      |
| Larrousse F1                         | Lola LC91         | DFR     | 29    | É. Bernard      | DNF    | DNF  | DNF  | 9    | DNF  | 6    | DNF  | DNF  | DNF  | DNF  | DNF  | DNF  | DNQ  | DNF  | DNS  |      | 2  | 11     |      |
| Larrousse F1                         | Lola LC91         | DFR     | 29    | B. Gachot       |        |      |      |      |      |      |      |      |      |      |      |      |      |      |      | DNQ  | 2  | 11     |      |
| Larrousse F1                         | Lola LC91         | DFR     | 30    | A. Suzuki       | 6      | DNS  | DNF  | DNF  | DNF  | DNF  | DNF  | DNF  | DNF  | DNF  | DNQ  | DNQ  | DNF  | DNQ  | DNF  | DNQ  | 2  | 11     |      |
| Automobiles Gonfaronnaises Sportives | AGS JH25B         | DFR     | 17    | G. Tarquini     | 8      | DNF  | DNQ  | DNF  | DNQ  | DNQ  | DNQ  | DNQ  | DNQ  | DNQ  | DNQ  |      |      |      |      |      | 0  | –      |      |
| Automobiles Gonfaronnaises Sportives | AGS JH25B         | DFR     | 18    | S. Johansson    | DNQ    | DNQ  |      |      |      |      |      |      |      |      |      |      |      |      |      |      | 0  | –      |      |
| Automobiles Gonfaronnaises Sportives | AGS JH25B         | DFR     | 18    | F. Barbazza     |        |      | DNQ  | DNQ  | DNQ  | DNQ  | DNQ  | DNQ  | DNQ  | DNQ  | DNQ  | DNQ  |      |      |      |      | 0  | –      |      |
| Automobiles Gonfaronnaises Sportives | AGS JH27          | DFR     | 17    | G. Tarquini     |        |      |      |      |      |      |      |      |      |      |      | DNPQ | DNQ  |      |      |      | 0  | –      |      |
| Automobiles Gonfaronnaises Sportives | AGS JH27          | DFR     | 17    | O. Grouillard   |        |      |      |      |      |      |      |      |      |      |      |      |      | DNPQ |      |      | 0  | –      |      |
| Automobiles Gonfaronnaises Sportives | AGS JH27          | DFR     | 18    | F. Barbazza     |        |      |      |      |      |      |      |      |      |      |      |      | DNPQ | DNPQ |      |      | 0  | –      |      |
| Fondmetal                            | Fondmetal FA1ME   | DFR     | 14    | O. Grouillard   | DNPQ   | DNPQ |      |      |      |      |      |      |      |      |      |      |      |      |      |      | 0  | –      |      |
| Fondmetal                            | Fondmetal Fomet 1 | DFR     | 14    | O. Grouillard   |        |      | DNPQ | DNPQ | DNPQ | DNF  | DNF  | DNPQ | DNPQ | DNQ  | 10   | DNF  | DNPQ |      |      |      | 0  | –      |      |
| Fondmetal                            | Fondmetal Fomet 1 | DFR     | 14    | G. Tarquini     |        |      |      |      |      |      |      |      |      |      |      |      |      | 12   | 11   | DNPQ | 0  | –      |      |
| Footwork Grand Prix International    | Footwork FA12C    | DFR     | 9     | M. Alboreto     |        |      |      |      |      |      | DNF  | DNF  | DNQ  | DNQ  | DNPQ | DNQ  | 16   | DNF  | DNQ  | 13   | 0  | –      |      |
| Footwork Grand Prix International    | Footwork FA12C    | DFR     | 10    | S. Johansson    |        |      |      |      |      |      | DNQ  | DNQ  |      |      |      |      |      |      |      |      | 0  | –      |      |
| Footwork Grand Prix International    | Footwork FA12C    | DFR     | 10    | A. Caffi        |        |      |      |      |      |      |      |      | DNPQ | DNPQ | DNQ  | DNPQ | DNPQ | DNPQ | 10   | 15   | 0  | –      |      |
| Coloni Racing                        | Coloni C4         | DFR     | 31    | P. Chaves       | DNPQ   | DNPQ | DNPQ | DNPQ | DNPQ | DNPQ | DNPQ | DNPQ | DNPQ | DNPQ | DNPQ | DNPQ | DNPQ |      |      |      | 0  | –      |      |
| Coloni Racing                        | Coloni C4         | DFR     | 31    | N. Hattori      |        |      |      |      |      |      |      |      |      |      |      |      |      |      | DNPQ | DNPQ | 0  | –      |      |

| Legende  | Legende            | Legende                                                          |
| Farbe    | Abkürzung          | Bedeutung                                                        |
| -------- | ------------------ | ---------------------------------------------------------------- |
| Gold     | –                  | Sieg                                                             |
| Silber   | –                  | 2. Platz                                                         |
| Bronze   | –                  | 3. Platz                                                         |
| Grün     | –                  | Platzierung in den Punkten                                       |
| Blau     | –                  | Klassifiziert außerhalb der Punkteränge                          |
| Violett  | DNF                | Rennen nicht beendet (did not finish)                            |
| Violett  | NC                 | nicht klassifiziert (not classified)                             |
| Rot      | DNQ                | nicht qualifiziert (did not qualify)                             |
| Rot      | DNPQ               | in Vorqualifikation gescheitert (did not pre-qualify)            |
| Schwarz  | DSQ                | disqualifiziert (disqualified)                                   |
| Weiß     | DNS                | nicht am Start (did not start)                                   |
| Weiß     | WD                 | zurückgezogen (withdrawn)                                        |
| Hellblau | PO                 | nur am Training teilgenommen (practiced only)                    |
| Hellblau | TD                 | Freitags-Testfahrer (test driver)                                |
| ohne     | DNP                | nicht am Training teilgenommen (did not practice)                |
| ohne     | INJ                | verletzt oder krank (injured)                                    |
| ohne     | EX                 | ausgeschlossen (excluded)                                        |
| ohne     | DNA                | nicht erschienen (did not arrive)                                |
| ohne     | C                  | Rennen abgesagt (cancelled)                                      |
| ohne     | keine WM-Teilnahme |                                                                  |
| sonstige | P/fett             | Pole-Position                                                    |
| sonstige | 1/2/3/4/5/6/7/8    | Punktplatzierung im Sprint-/Qualifikationsrennen                 |
| sonstige | SR/kursiv          | Schnellste Rennrunde                                             |
| sonstige | *                  | nicht im Ziel, aufgrund der zurückgelegten Distanz aber gewertet |
| sonstige | ()                 | Streichresultate                                                 |
| sonstige | unterstrichen      | Führender in der Gesamtwertung                                   |

### Colin Chapman Trophy 1987
| Pos. | Konstrukteur | Nr. |   |     |     |     |     |     |     |     |     |     |     |     |     |     |     |     | Punkte |
| 1    | Tyrrell-Ford | 3   | 1 | DNF | DNF | 1   | 1   | 2   | 1   | 2   | 1   | 3   | 3   | 2   | DNF | 2   | 1   | 1   | 169    |
| 1    | Tyrrell-Ford | 4   | 2 | 1   | 2   | DNF | DNF | 1   | DNF | 1   | 2   | DNF | 1   | 3   | 2   | 3   | 2   | DNF | 169    |
| 2    | Lola-Ford    | 29  |   |     |     |     |     |     |     |     |     |     |     |     |     | 4   | 4   | 4   | 43     |
| 2    | Lola-Ford    | 30  |   | 2   | 1   | DNF | DNF | DNF | DNF | 3   | DNF | 2   | DNF | DNF | 1   | 1   | DNF | DNF | 43     |
| 3    | AGS-Ford     | 14  | 3 | 3   | 3   | 3   | 2   | 3   | 2   | DNF | 4   | NC  | DNQ | DNQ | DNF | DNQ | DNF | 3   | 41     |
| 4    | March-Ford   | 16  |   | DNF | DNF | 2   | DNF | DNF | DNF | DNF | 3   | 1   | 2   | 1   | 3   | DNF | DNF | DNF | 38     |
| 5    | Coloni-Ford  | 16  |   |     |     |     |     |     |     |     |     |     | DNQ |     | DNF |     |     |     | 0      |